# Пётр III
Пётр III Фёдорович (при рождении Карл Пе́тер У́льрих, нем. Karl Peter Ulrich, полностью нем. Karl Peter Ulrich von Schleswig-Holstein-Gottorf; 10 (21) февраля 1728, Киль — 6 (17) июля 1762, Ропша) — император Всероссийский в 1762 году, первый представитель Гольштейн-Готторпской династии на российском престоле. С 1739 года — владетельный герцог Гольштейн-Готторпский. Внук Петра I — сын его дочери Анны и Карла Фридриха Гольштейн-Готторпского. Внучатый племянник Карла XII — внук его сестры Гедвиги-Софии. Отец императора-родоначальника Российского императорского дома — Павла I.
После полугодового царствования император Пётр III был свергнут в результате дворцового переворота, возведшего на престол его жену Екатерину II, и вскоре лишился жизни при не до конца выясненных обстоятельствах. Личность и деятельность Петра III долгое время расценивались историками единодушно отрицательно, однако затем появился и более взвешенный подход, отмечающий ряд государственных заслуг императора, который продолжал внутреннюю политику Петра I. В эпоху правления Екатерины за Петра Фёдоровича в России и Европе себя выдавали многие самозванцы (всего зафиксировано около сорока случаев), самыми известными из которых были Емельян Пугачёв и будущий черногорский царь Пётр III (Степан Малый) в Черногории.

## Биография

### Детство, образование и воспитание в Голштинском герцогстве
Будущий император Пётр III родился в северо-немецком портовом городе Киле, в Голштинии, в семье герцога Карла Фридриха Гольштейн-Готторпского и его жены Анны Петровны, дочери Петра I. «Он родился между 12 и 1 ч. 10 (21) февраля 1728 года здоровым и крепким. Его было решено назвать Карл Петер», — писал гольштейн-готторпский министр Г. Ф. Бассевич. Судьба новорождённого была предопределена за несколько лет до его появления на свет: в брачном договоре, заключённом ещё при Петре I в 1724 году, оба супруга (Карл Фридрих Гольштейн-Готторпский и Анна Петровна Романова) отказывались от каких-либо притязаний на российский престол, но царь оставлял за собой право назначить своим преемником «одного из урождённых Божеским благословением из сего супружества принцев». Кроме того, Карл Фридрих, будучи племянником шведского короля Карла XII, имел права и на престол Швеции. Сама жизнь будущего Петра III делится на два периода: кильский (1728—1741) и петербургский (1742—1762). Последний, в свою очередь, на два ещё более неравных отрезка: великокняжеский и императорский.
Уже в кильский период судьба не баловала маленького герцога. Вскоре после его рождения умерла мать, простудившись во время фейерверка в честь рождения сына. «Карл Пётр рос в захолустной обстановке крохотного северогерманского герцогства», — отмечал А. С. Мыльников, повторяя негативный отзыв о родине Петра Третьего, данный Екатериной Второй. Немецкий историк Елена Пальмер убедительно доказывает, что Готторпское герцогство и его столица город Киль со своим старейшим университетом, основанным прадедом Петра Третьего герцогом Кристианом Альбрехтом, было одним из важнейших центров европейской науки и культуры в XVII—XVIII веках. В том числе, в Кильском университете работал Адам Олеарий (1599—1671) — знаменитый учёный и конструктор Готторпского глобуса. Гувернёром и учителем юного герцога Карла Петера Ульриха с 2-летнего возраста и до самого его отъезда в Россию являлся профессор данного университета и крупнейший учёный Сигизмунд Хосманн.
Отец по-своему любил сына, но все его помыслы были направлены на возвращение владений в Шлезвиге, которые были оккупированы Данией во время Северной войны, и по Фредериксборгскому договору 1720 года (Карл Фридрих не был стороной договора) Швеция гарантировала их переход к Дании. Не располагая ни военной силой, ни финансовыми возможностями, Карл Фридрих возлагал надежды либо на Швецию, либо на Россию. Брак с Анной Петровной был юридическим закреплением русской ориентации Карла Фридриха. Но после вступления на престол Российской империи (1730) Анны I Иоанновны этот курс сделался невозможным. Новая императрица стремилась не только лишить прав на престол свою двоюродную сестру Елизавету Петровну, но и закрепить его за линией потомков царя Ивана V. Росший в Киле внук Петра Великого был постоянной угрозой для династических планов бездетной императрицы Анны I, с ненавистью повторявшей: «Чёртушка ещё живёт».
В 1732 году демаршем русского и австрийского правительств при согласии Дании герцогу Карлу Фридриху было предложено отказаться за огромный выкуп от прав на владения в Шлезвиге. Карл Фридрих категорически отверг это предложение. Все надежды на восстановление территориальной целостности своего герцогства отец возложил на сына. Внушая ему идею реванша, Карл Фридрих сызмальства стал воспитывать сына по-военному, на прусский лад. Когда Карлу Петеру исполнилось 10 лет, ему был присвоен чин секунд-лейтенанта, что произвело на мальчика огромное впечатление, он любил военные парады.

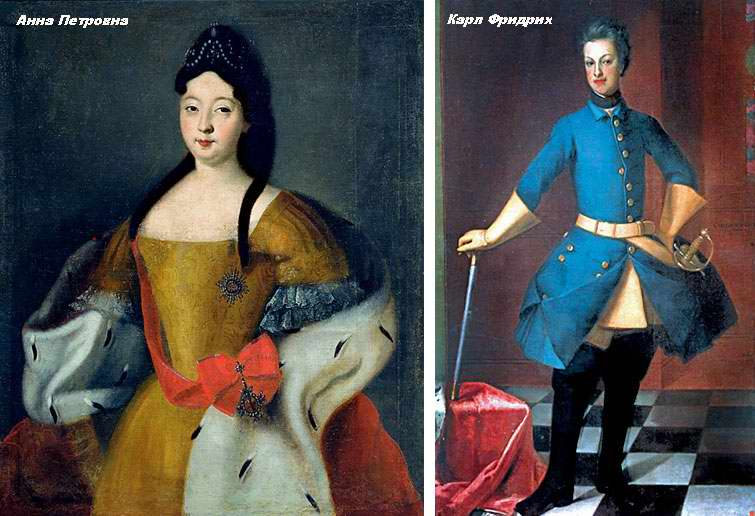
Родители Петра III: Анна Петровна и герцог Карл Фридрих Голштинские

"Когда принц на седьмом году вышел из рук женщин, к нему приставляемы были гофмейстерами попеременно некоторые камер-юнкеры и камергеры: Густав Адлерфельд (издавший историю Карла XII), Вольф, Брёмзен и проч. Все сии придворные кавалеры герцога занимали офицерские места в герцогской гвардии. В прочих же маленьких корпусах было несколько офицеров, служивших некогда в прусской армии. Поэтому при дворе только и говорили, что о службе. Сам наследный принц был назван унтер-офицером, учился ружью и маршировке, ходил на дежурство с другими придворными молодыми людьми и говорил с ними только о внешних формах этой военщины. От этого он с малолетства так к этому пристрастился, что ни о чём другом не хотел и слышать. Когда производился маленький парад перед окнами его комнаты, тогда он оставлял книги и перья и бросался к окну, от которого нельзя было его оторвать, пока продолжался парад. И потому иногда, в наказание за его дурное поведение, закрывали нижнюю половину его окон, оставляя свет только сверху, чтоб его королевское высочество не имел удовольствия смотреть на горсть голштинских солдат. «Об этом часто рассказывал мне принц, как о жестоком обхождении с ним его начальников, так же и о том, что он часто по получасу стоял на коленях на горохе, от чего коленки краснели и распухали», — писал Якоб Штелин. «Это случалось большей частью во время опеки, после смерти отца его, под надзором обер-гофмейстера или обер-гофмаршала Брюммера и обер-камергера Берхгольца, которым поручено было воспитание принца». «Он приходил в восторг, когда рассказывал о своей службе и хвалился её строгостью. Замечательнейший день в его жизни был для него тот, 1738 г., в который на 9-м году своего возраста он был произведён из унтер-офицеров в секунд-лейтенанты. Тогда при дворе с возможной пышностью праздновали день рождения герцога и был большой обед. Маленький принц в чине сержанта стоял на часах вместе с другим взрослым сержантом у дверей в столовую залу. Так как он на этот раз должен был смотреть на обед, в котором обыкновенно участвовал, то у него часто текли слюнки. Герцог глядел на него смеясь и указывал на него некоторым из сидевших с ним вместе. Когда подали второе блюдо, он велел сменить маленького унтер-офицера, поздравил его лейтенантом и позволил ему занять место у стола, по его новому чину. В радости от такого неожиданного повышения он почти ничего не мог есть. С этого времени все мысли его были заняты только военной службой, и его обхождение с пустоголовыми его товарищами стало свободнее. Он говорил им всем „ты“ и хотел, чтобы и они как его братья и товарищи также говорили ему „ты“. Но они этого не делали, а называли его как своего наследного принца, не иначе как „ваше королевское высочество“». «Для обучения латинскому языку, к которому принц имел мало охоты, был приставлен высокий, длинный, худой педант Г. Юль, ректор Кильской латинской школы, которого наружность и приёмы заставили принца совершенно возненавидеть латынь», — писал Штелин.

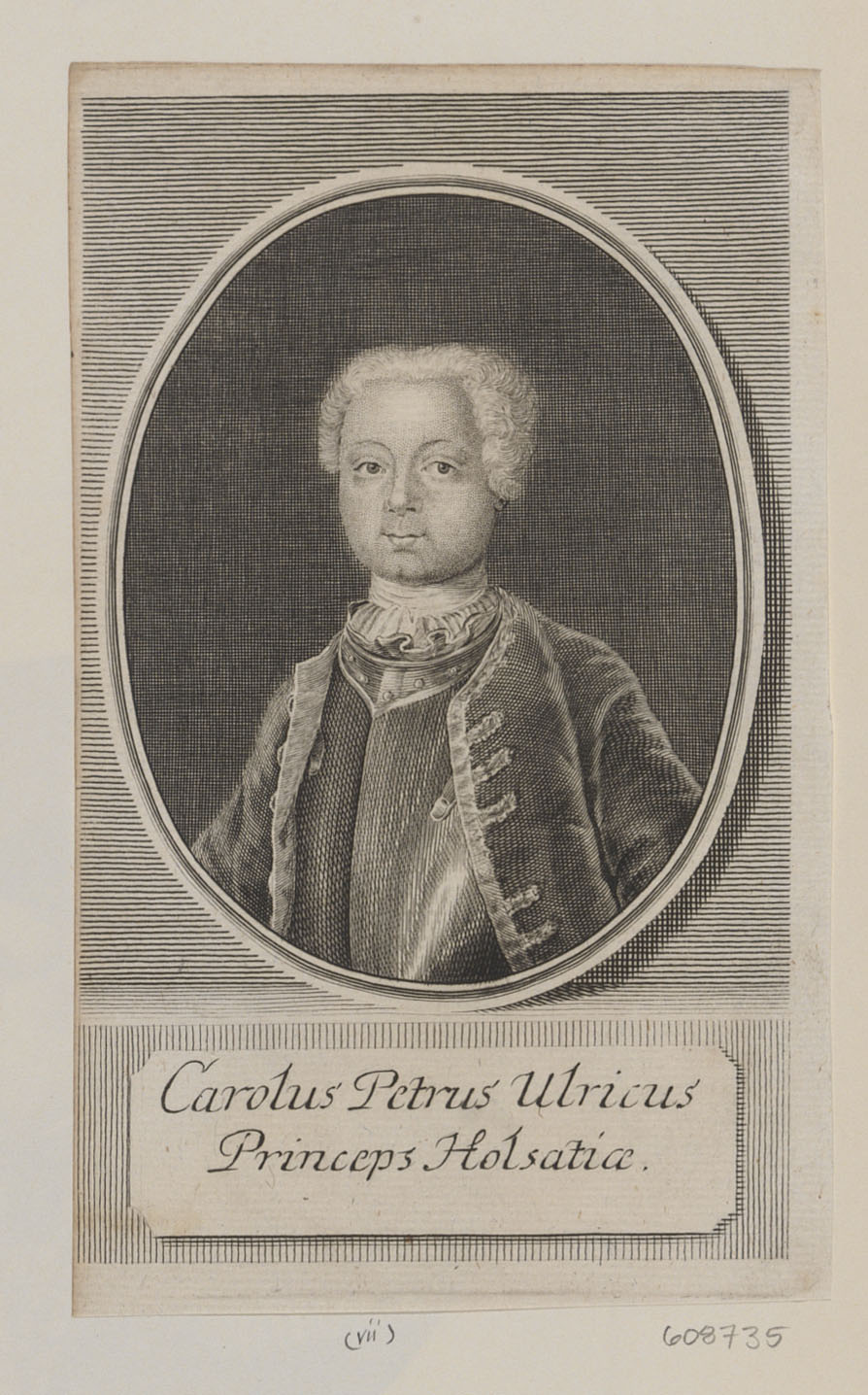
Маленький герцог Карл Петер Ульрих (будущий Пётр III). Гравюра

В одиннадцать лет он потерял отца. После его смерти воспитывался в доме своего двоюродного дяди по отцовской линии, епископа Адольфа Эйтинского (впоследствии — короля Швеции Адольфа Фредрика). Его воспитатели О. Ф. Брюммер и Ф. В. Берхгольц не отличались высокими нравственными качествами и не раз жестоко наказывали ребёнка. Наследного принца шведской короны неоднократно секли; подвергали другим изощрённым и унизительным наказаниям. Воспитатели мало заботились о его образовании: к тринадцати годам он лишь немного владел французским языком.
Штелин писал: «Обер-егермейстер фон Бредаль послан в Петербург ко двору императрицы Анны с объявлением о кончине герцога. Он был там дурно принят, но лучше у великой княгини Елисаветы Петровны, которой он привёз портрет её племянника, молодого герцога, написанный Деннером в Гамбурге масляными красками и Трунихом в Киле в миниатюре».
Пётр рос боязливым, нервным, впечатлительным, любил музыку и живопись и одновременно обожал всё военное (однако боялся пушечной пальбы; эта боязнь сохранилась у него на всю жизнь). Именно с воинскими утехами были связаны все его честолюбивые мечты. Крепким здоровьем не отличался, скорее наоборот: был болезненным и хилым. По характеру Пётр не был злым, часто вёл себя простодушно. Ключевский отмечал также склонность Петра ко лжи и нелепым фантазиям. По некоторым сведениям, уже в детстве он пристрастился к вину.
В июле 1741 года Швеция начала войну против России, в том числе, под предлогом защиты прав на престол Елизаветы Петровны и её племянника. Шведы даже хотели взять Карла Петра Ульриха в свою армию, рассчитывая, что присутствие в ней внука Петра I деморализует русские войска и поможет свергнуть правительство Анны Леопольдовны. Дядя юного принца не дал согласия на участие его в авантюре. Елизавета Петровна сумела захватить престол без помощи шведского оружия.
Ставшая в 1741 году императрицей бездетная Елизавета Петровна хотела закрепить трон по линии своего отца и распорядилась привезти сына своей давно умершей родной сестры в Россию.
«1741 г. В декабре, вскоре по восшествии на престол императрицы Елисаветы, был прислан ею в Киль имп.-рос. майор фон Корф (муж графини Марии Карловны Скавронской, двоюродной сестры императрицы) и с ним Г. фон Корф, импер.-российский посланник при датском дворе, чтоб взять молодого герцога в Россию», — писал Штелин.

### Переезд в Россию
Спустя три дня по отъезде герцога узнали об этом в Киле; он путешествовал инкогнито, под именем молодого графа Дюкера; при нём были вышеупомянутый майор, Иоганн Альбрехт Корф, голштинский обер-гофмаршал фон Брюммер, обер-камергер фон Берхгольц и камер-интендант Густав Крамер, лакей Румберг, егерь Бастиан.
На последней станции перед Берлином они остановились и послали камер-интенданта к тамошнему российскому посланнику (министру) фон Бракелю, и стали ожидать его на почтовой станции.
Но в ночь накануне Бракель умер в Берлине. Это ускорило их дальнейшее путешествие в Санкт-Петербург.
В Кеслине, в Померании, почтмейстер узнал молодого герцога. Поэтому они ехали всю ночь, чтоб поскорее выехать из прусских границ.

### Наследник престола

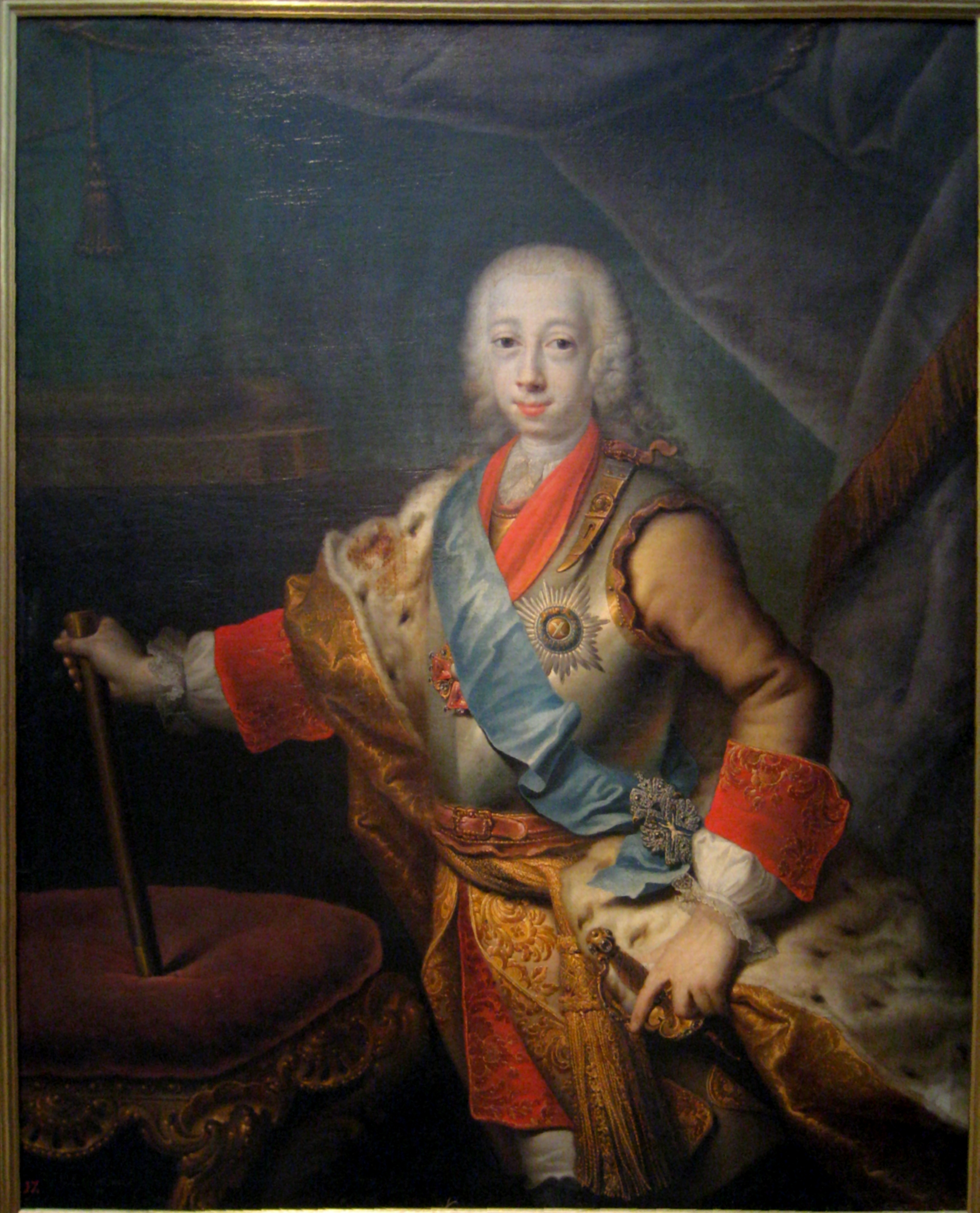
Пётр Фёдорович в бытность Великим князем. Портрет работы Г. Х. Гроота

#### Прибытие в Петербург
5 (16) февраля 1742 года Карл Петер Ульрих благополучно прибыл в столицу, в Зимний дворец, как писал Якоб Штелин — к неописуемой радости императрицы Елизаветы. Было большое стечение народа, любопытствующего видеть внука Петра Великого. Штелин отмечал, что принц прибыл в Петербург ко двору очень бледный, слабый и нежного сложения. Его белокурые волосы были причёсаны на итальянский манер. Императрица в придворной церкви отслужила благодарственный молебен по случаю его благополучного прибытия.
Несколько дней спустя при дворе были большой приём и поздравления.
10 (21) февраля праздновали 14-й год его рождения, причём был великолепный фейерверк и иллюминация с аллегорическим намёком на число дважды семь.

### Жизнь в Москве

#### Коронация Елизаветы Петровны
В конце февраля 1742 года Елизавета Петровна отправилась вместе с племянником в Москву для своей коронации.
Карл Петер Ульрих присутствовал при её коронации в Успенском соборе 25 апреля (6 мая) 1742 года на особо устроенном почётном месте, подле её величества.
После коронации он был произведён в подполковники Преображенской гвардии (и с тех пор каждый день ходил в мундире этого полка), также в полковники Первого лейб-кирасирского полка; и фельдмаршал Ласси, как подполковник того же полка, стал подавать ему ежемесячные рапорты.

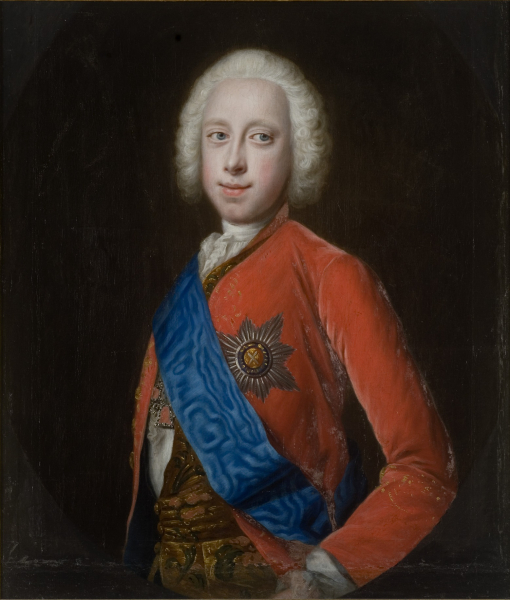
Портрет великого князя Петра, 1745,
Ойтинский замок, Шлезвиг-Гольштейн

#### Обучение в Москве
При первой встрече Елизавета была поражена невежеством своего племянника и огорчена внешним видом: худой, болезненный, с нездоровым бледным цветом лица. Его воспитателем и учителем стал академик Якоб Штелин, который считал своего ученика достаточно способным, но ленивым.
Штелин писал: «Императрица, заботясь об его воспитании, поручила своим посланникам при иностранных дворах прислать ей различные планы воспитания и составить несколько подобных здесь, один из них был составлен статским советником фон Гольдбахом, бывшим наставником Петра II, другой — профессором Штелиным; последний ей особенно понравился.
1 июня профессор был представлен молодому герцогу как его наставник, причём императрица выразилась: „Я вижу, что его высочество часто скучает и должен ещё научиться многому хорошему, и потому приставляю к нему человека, который займёт его полезно и приятно“.
Занятия его высочества с профессором, который должен был находиться при нём всё время, до и после обеда, шли сначала с охотою и успехом. Молодой герцог, кроме французского, ранее не учился ничему; он начал в Киле учиться по-французски у старшего учителя, но, имея мало упражнения, никогда не говорил хорошо на этом языке и составлял свои слова. Сама императрица удивлялась, что его ничему не учили в Голштинии.
Профессор заметил его склонности и вкусы и по ним устроил свои первые занятия. Он прочитывал с ним книги с картинками, в особенности с изображением крепостей, осадных и инженерных орудий; делал разные математические модели в малом виде и на большом столе устраивал из них полные опыты. Приносил по временам старинные русские монеты и рассказывал при их объяснении древнюю русскую историю, а по медалям Петра I — новейшую историю государства.
Два раза в неделю читал ему газеты и незаметно объяснял ему основание истории европейских государств, при этом занимал его ландкартами этих государств и показывал их положение на глобусе; знакомил его с планами, чертежами и проч., рассматривал план комнат герцога и всего дворца с прочими строениями, далее — план Москвы вообще и Кремля — в особенности и проч.
Когда принц не имел охоты сидеть, он ходил с ним по комнате взад и вперёд и занимал его полезным разговором. Через это он приобрёл любовь и доверенность принца, который охотнее выслушивал от него нравственные наставления, чем от обер-гофмаршала Брюммера и обер-камергера Берхгольца.
И так первые полгода этих занятий, во время пребывания в Москве, прошли более в приготовлении к учению, чем в настоящем учении. При том же, при разных рассеянностях и почти ежедневных помехах, нельзя было назначить постоянного занятия и строгого распределения учебного времени. Не проходило недели без одного или нескольких увеселений, при которых принц должен был непременно участвовать. Если была хорошая погода, то отправлялись гулять за город или только покататься по обширной Москве. Это случалось, когда было угодно обер-гофмаршалу Брюммеру, который любил показывать себя публично в параде». «Граф Брюммер ездил с великим князем по городу больше для того, чтобы показать себя, чем показать что-либо полезное молодому принцу. Он дарил всех фрейлин из казны великого князя», — пояснял Штелин. Штелин писал: «Я сказал ему однажды, отправляясь с ним вместе, не показать ли принцу какую-нибудь фабрику и не составить ли план этих прогулок, чтобы они приносили ему пользу? Моё предложение похвалили, но не думали никогда исполнять его. Принца возили по всему городу, не выходя нигде из экипажа, и возвращались во дворец.
Если Брюммер был занят своею шведскою корреспонденциею, то нельзя было и думать о прогулке, как бы хороша ни была погода. От этого происходили иногда, а впоследствии ещё чаще, сильные стычки между принцем и деспотическим обер-гофмаршалом.
К разным помешательствам в уроках молодого герцога, с наступлением осени, присоединились уроки танцев французского танцмейстера Лоде (Laude). Сама императрица была отличная и прекраснейшая танцовщица из всего двора. Все старались хорошо танцевать, поэтому и принц должен был выправлять свои ноги, хотя он и не имел к тому охоты. Четыре раза в неделю мучил его этот Лоде, и если он после обеда являлся со своим скрипачом Гайя, то его высочество должен был бросить всё и идти танцевать. Это доходило до балетов. Принц должен был с фрейлинами танцевать на придворных маскарадах, хотя он к этому не имел ни малейшей склонности.
Видеть развод солдат во время парада доставляло ему гораздо больше удовольствия, чем все балеты, как сам он говорил мне это при подобном случае».
В это же время приставили к его высочеству духовного наставника, иеромонаха Тодорского, <…>, который занимался с ним еженедельно 4 раза по утрам русским языком и Законом Божиим. Когда молодой герцог уже выучил катехизис, и пришло известие о смерти шведского короля, тогда стали спешить приготовлениями к приобщению герцога к православной церкви", — писал Штелин.
Симон Тодорский впоследствии стал законоучителем и для Екатерины. Русский язык великому князю преподавал И. П. Веселовский, за 20 лет до этого обучавший французскому языку его мать.
Среди увлечений великого князя и наследника престола была и музыка. Он добился серьёзных успехов в игре на скрипке, нередко устраивал концерты, постоянно солируя в придворном оркестре. Известно, что в его коллекции были скрипки таких известных мастеров, как Страдивари, Руджьери, Амати, а в Ораниенбауме стараниями Петра Федоровича была заведена музыкальная школа для детей придворных служителей.

#### Крещение. Переход из лютеранства в православие
В ноябре 1742 года Карл Петер Ульрих перешёл в православие под именем Петра Фёдоровича.
«Это совершилось с большим торжеством 17 ноября, в придворной церкви Летнего дворца; при этом наименовали его великим князем и наследником престола её императорского величества. Герцог держал себя при этом довольно хорошо. Императрица была очень озабочена, показывала принцу, как и когда должно креститься, и управляла всем торжеством с величайшей набожностью. Она несколько раз целовала принца, проливала слёзы, и с нею вместе все придворные кавалеры и дамы, присутствовавшие при торжестве. Перед концом, когда пели заключительные молитвы и концерт, она отправилась в комнаты герцога, или нового великого князя: велено вынести из них всё, что там было, и украсить новой мебелью и великолепным туалетом, на котором, между прочими вещами, стоял золотой бокал, и в нём лежала собственноручная записка (assignation) её величества к президенту падающих фондов тайному советнику Волкову о выдаче великому князю суммы в 300 тыс. руб. наличными деньгами. Оттуда эта нежная мать возвратилась опять в церковь, повела великого князя, в сопровождении всего двора, в его новое украшенное жилище, а потом в свои комнаты, где он обедал с её величеством за большим столом», — писал Якоб Штелин.
Штелин писал: «Брюммер получил при этом титул графа Римской империи, также граф Алексей Григорьевич Разумовский и Лесток. Брюммер распоряжался суммой, подаренной великому князю, и её не стало на 2 года, хотя всё содержание двора великого князя производилось на счёт императрицы».
«Об этом торжественном обряде, совершённом внуком Петра Великого, был издан печатный Манифест её величества и обнародован во всём государстве.
В продолжение восьми дней при дворе были великие празднества», — писал Штелин.
В его официальный титул были включены слова «Внук Петра Великого»; когда в академическом календаре эти слова были пропущены, генерал-прокурор Никита Юрьевич Трубецкой счёл это «важным упущением, за которое могла академия великому ответу подлежать».

#### Прибытие шведской делегации
Всего через месяц после принятия православия Петром в Россию прибыла шведская делегация.
Штелин писал: «В половине декабря прибыли из Швеции в Москву три депутата от тамошних государственных чинов и привезли великому князю, как наследнику шведского престола, предложение принять в будущем корону Швеции после бездетного короля Фредрика I.
Ранее в Финляндии хотели, чтобы в будущем корона Швеции или Финляндии досталась Петру, и можно было закончить русско-шведскую войну. Но принять будущую шведскую корону было уже поздно после того, как великий князь переменил веру. И потому вместо него стать наследником короны Швеции предложили его дяде, епископу Эйтинскому, администратору Голштинии».

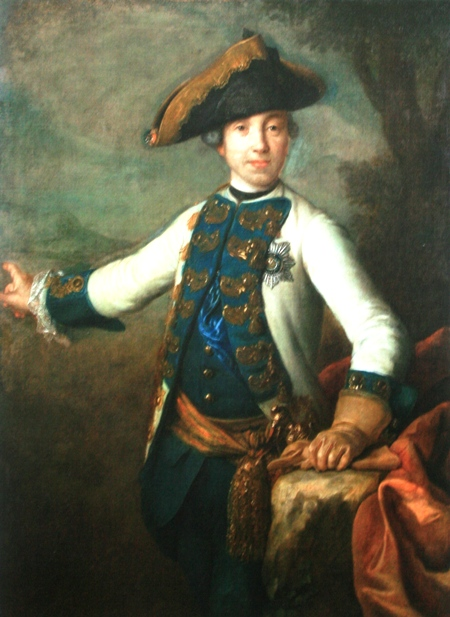
Пётр III в голштинском мундире. Портрет вероятного авторства Ротари.

Когда через почти десятилетие в 1751 году великий князь узнал, что его дядя стал наконец шведским королём, он обмолвился:
Затащили меня в эту проклятую Россию, где я должен считать себя государственным арестантом, тогда как если бы оставили меня на воле, то теперь я сидел бы на престоле цивилизованного народа.

### Обучение в Петербурге
«1743. В конце года двор отправился в Петербург. Там учение великого князя пошло серьёзнее. Проходили по глобусу математическую географию, учили прагматическую историю соседних государств; два раза в неделю объяснялась подробно хронология и положение текущих государственных дел, по указанию её величества (вследствие частных совещаний наставника с канцлером, графом Бестужевым) изучали любимые предметы великого князя: фортификацию и основания артиллерии, с обозрением существующих укреплений (по Force d’Europe), и положено начало обещанному наставником великому князю фортификационному кабинету, в котором, в 24 ящиках, находились все роды и методы укреплений, начиная с древних римских до современных, en basrelief, в дюйм, с подземными ходами, минами и проч., частью во всём протяжении, частью в многоугольниках; всё это было сделано очень красиво и по назначенному масштабу», — писал Штелин. Штелин писал: «Этот кабинет, в двух сундуках по 12 ящиков в каждом, был окончен в продолжение 3 лет. Его работали, по указанию наставника, капитан Горинов и три столяра. С виду они (сундуки) были похожи на два английские комода или бюро из красного дерева с позолоченной обивкой и скобками. Едва ли где можно было найти подобный полный кабинет. Спустя несколько лет он был отправлен в цейхгауз в Ораниенбаум в довольно испорченном виде, а куда он после того девался, я не знаю».
«Для узнания укреплений Русского государства великий князь получил от фельдцейхмейстера принца Гессен-Гомбургского, с дозволения императрицы (которая раз навсегда приказала выдавать великому князю всё, что потребуется для его учения), большую тайную книгу (in imperial folio) под названием „Сила Империи“, в которой были изображены все укрепления, принадлежащие к Русскому государству, от Риги до турецких, персидских и китайских границ, в плане и профилях, с обозначением их положения и окрестностей. Этой книгой в разное время занимался великий князь, из комнаты которого её не брали более полугода, и при каждом укреплении показаны были причины его основания; при этом же случае были специально пройдены история и география России.
К концу года великий князь знал твёрдо главные основания русской истории, мог пересчитать по пальцам всех государей от Рюрика до Петра I. Однажды за столом поправил он ошибку фельдмаршала Долгорукого и полицеймейстера, графа Девиера, касательно древней русской истории. При этом императрица заплакала от радости и на другой день велела поблагодарить его наставника, Штелина.
По вечерам, когда великий князь не был отозван к государыне, или при дворе не было обыкновенного приезда, наставник занимал его большими сочинениями из академической библиотеки, в особенности такими, в которых были поучительные картины, как, например, Théatre de l’Europe, Galerie agréable du monde (в 24 фолиантах), также разными математическими и физическими инструментами и моделями из академической кунсткамеры, естественными предметами из трёх царств природы, с объяснением посредством разговора», — писал Штелин.
В 1745 году его женили на троюродной сестре, принцессе Екатерине Алексеевне (урождённой Софии Фредерике Августе) Ангальт (Анхальт) -Цербстской, будущей императрице Екатерине II.

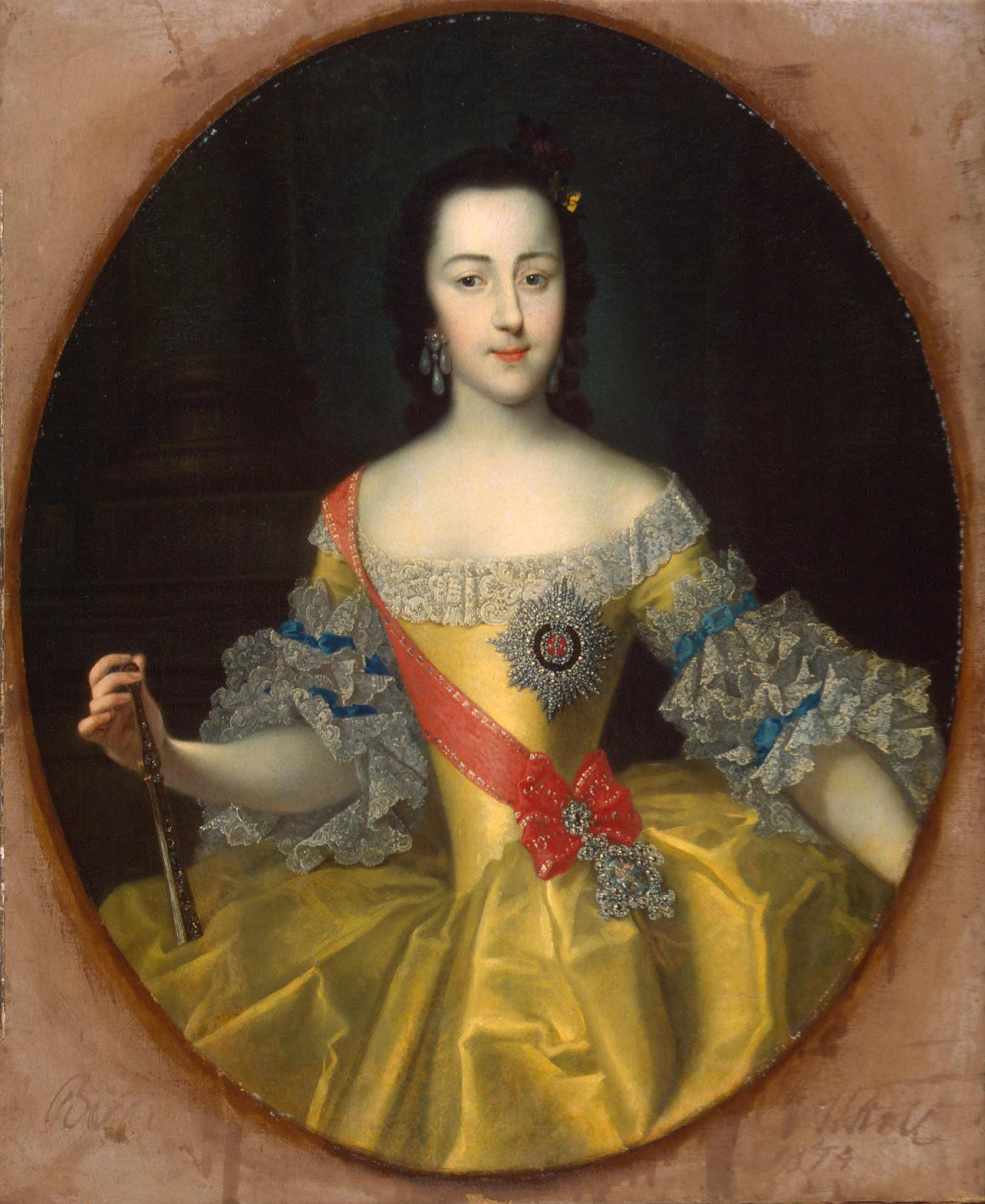
Портрет великой княгини Екатерины Алексеевны (будущей Екатерины II)

Обучение наследника в России длилось всего три года — после свадьбы Петра и Екатерины Штелин от своих обязанностей был отставлен (однако навсегда сохранил расположение и доверие Петра).

Свадьба наследника была сыграна с особым размахом — так, что перед десятидневными торжествами «меркли все сказки Востока». Петру и Екатерине были пожалованы во владение дворцы А. Д. Меншикова — Ораниенбаум под Петербургом и Люберцы под Москвой. После удаления от престолонаследника голштинцев Брюммера и Берхгольца его воспитание было поручено боевому генералу Василию Репнину, который смотрел на свои обязанности сквозь пальцы и не препятствовал молодому человеку посвящать всё время игре в солдатики. 

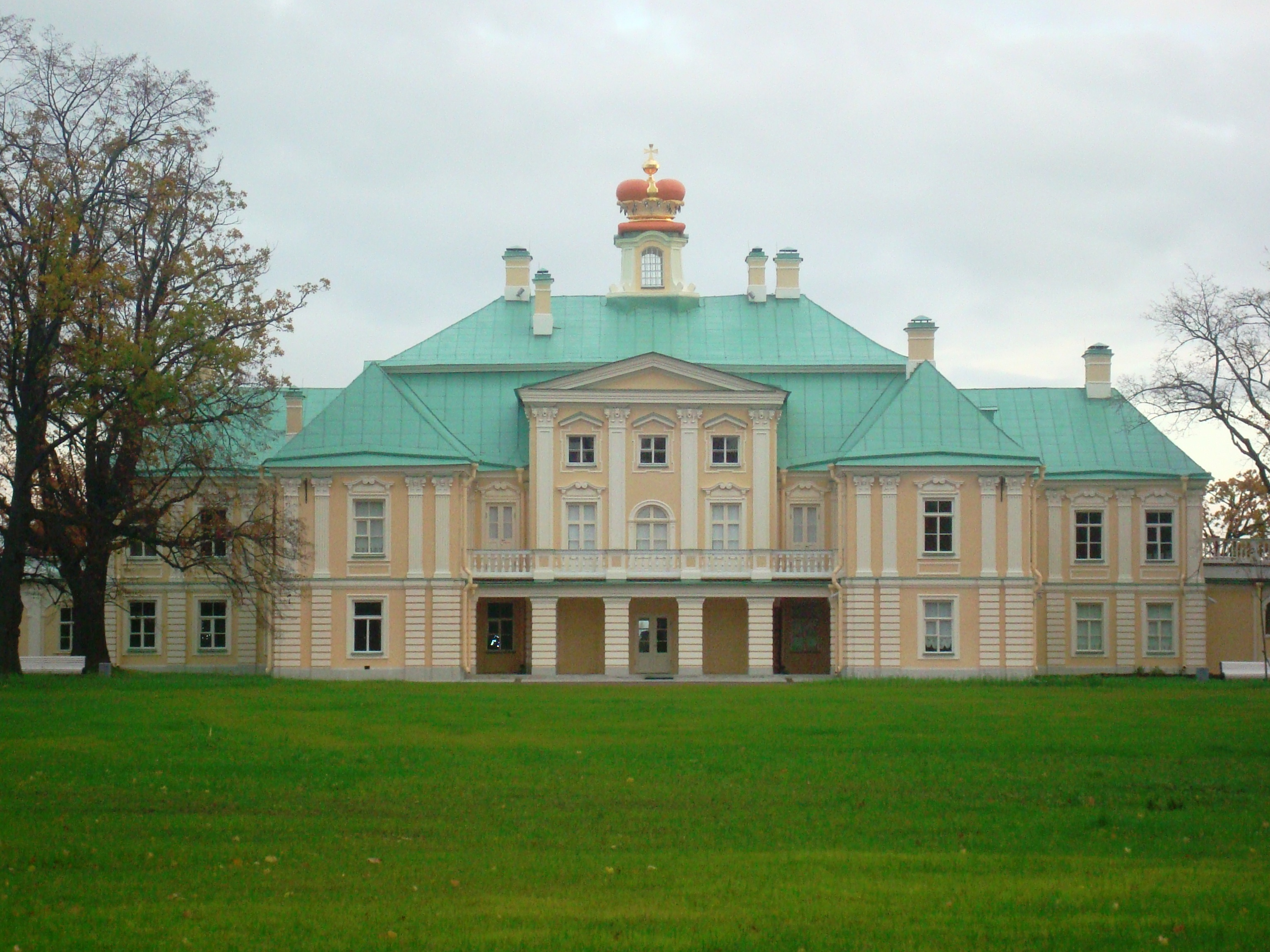
Большой дворец в Ораниенбауме — местопребывание «малого двора»

Погружение великого князя в военные потехи вызывало нарастающее раздражение императрицы. В 1747 году она заменила Репнина супругами Чоглоковыми, Николаем Наумовичем и Марией Симоновной, в которых видела пример искренне любящей друг друга супружеской пары. Во исполнение инструкции, составленной канцлером Бестужевым, Чоглоков пытался ограничить доступ своего подопечного к играм и заменил для этого его любимых слуг.
Отношения Петра с женой не сложились с самого начала. Екатерина в своих мемуарах отмечала, что муж «накупил себе немецких книг, но каких книг? Часть их состояла из лютеранских молитвенников, а другая — из историй и процессов каких-то разбойников с большой дороги, которых вешали и колесовали». Он нашёл способ обмануть бдительность Чоглоковых при содействии камерфрау Крузе, которая, по словам Екатерины,
доставляла великому князю игрушки, куклы и другие детские забавы, которые он любил до страсти: днём их прятали в мою кровать и под неё. Великий князь ложился первый после ужина и, как только мы были в постели, Крузе запирала дверь на ключ, и тогда великий князь играл до часу или двух ночи.
Считается, что до начала 1750-х годов между мужем и женой вообще не было супружеских отношений, но затем Петру была сделана некая операция, предположительно — обрезание для устранения фимоза (на что есть намёк в мемуарах самой Екатерины), после которой в 1754 году Екатерина родила ему сына Павла (будущий император Павел I).
О сложностях во взаимоотношениях свидетельствует письмо великого князя к супруге, датированное декабрём 1746 года:
Мадам,

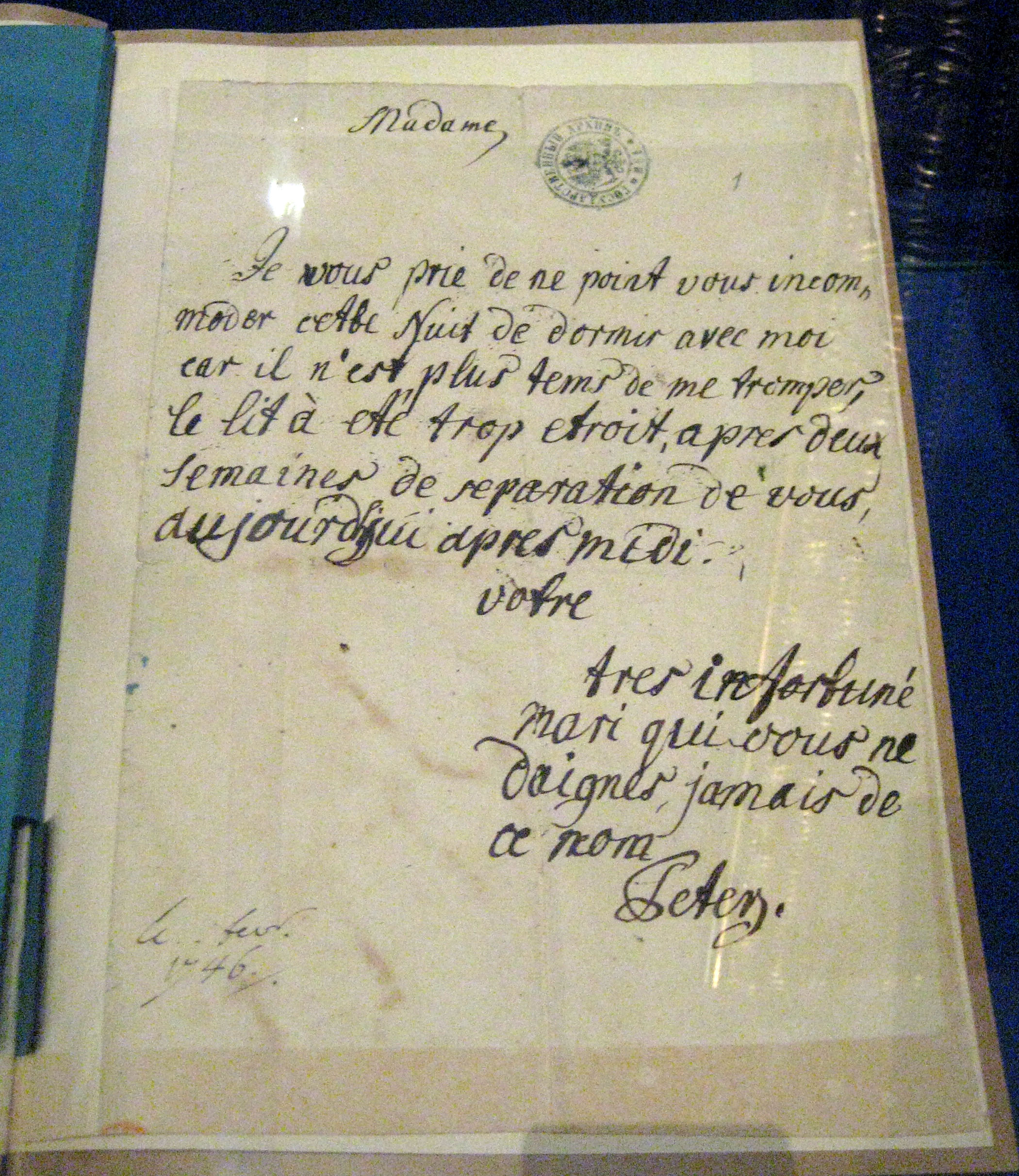
Французский оригинал письма 1746 года

Прошу вас этой ночью отнюдь не утруждать себя, чтобы спать со мною, поелику поздно уже обманывать меня, постель стала слишком узка, после двухнедельной разлуки с вами, сего дня по полудни
ваш несчастный муж, коего вы так и не удостоили сего имени

Пётр.
Наследник-младенец, будущий российский император Павел I, был сразу же после рождения отнят от родителей, его воспитанием занялась сама императрица Елизавета Петровна. Впрочем, Пётр Фёдорович никогда не интересовался сыном и был вполне удовлетворён разрешением императрицы видеться с Павлом один раз в неделю. Пётр всё больше отдалялся от жены; его фавориткой стала Елизавета Воронцова (сестра Е. Р. Дашковой). Тем не менее Екатерина отмечала, что Великий князь почему-то всегда питал к ней невольное доверие, тем более странное, что она не стремилась к душевной близости с мужем. В затруднительных ситуациях, финансовых или хозяйственных, он нередко обращался за помощью к супруге, называя её иронически «Madame la Ressource» («Госпожа Ресурс/Подмога»).
Пётр никогда не скрывал от жены своих увлечений другими женщинами; но Екатерина отнюдь не чувствовала себя униженной таким положением дел, имея к тому времени громадное число возлюбленных. В частности, в 1756 году у неё случился роман со Станиславом Августом Понятовским, бывшим в то время личным секретарём английского посланника. Для Великого князя увлечение жены тоже не стало секретом. Имеются сведения, что Пётр с Екатериной однажды устраивали ужины вместе с Понятовским и Елизаветой Воронцовой; они проходили в покоях Великой княгини. После, удаляясь с фавориткой на свою половину, Пётр шутил: «Ну, дети, теперь мы вам больше не нужны». «Обе пары между собой жили в весьма добрых отношениях». У великокняжеской четы в 1757 году родился ещё один ребёнок — Анна (умерла от оспы в 1759 году). Отцовство Петра историки[кто?] ставят под большое сомнение, называя наиболее вероятным отцом С. А. Понятовского. Однако, Пётр официально признал ребёнка своим.
После смерти Чоглокова в 1754 году распорядителем «малого двора» де-факто становится прибывший инкогнито из Голштинии генерал Брокдорф, поощрявший милитаристские замашки наследника и его общение с «солдатнёй». В начале 1750-х годов ему было разрешено выписать небольшой отряд голштинских солдат (к 1758 году их число — около полутора тысяч). Всё свободное время Пётр и Брокдорф проводили, занимаясь с ними военными упражнениями и манёврами. Эти голштинские солдаты некоторое время спустя (к 1759—1760 гг.) составили гарнизон потешной крепости Петерштадт, построенной в резиденции великого князя Ораниенбауме. Другим увлечением Петра была игра на скрипке.

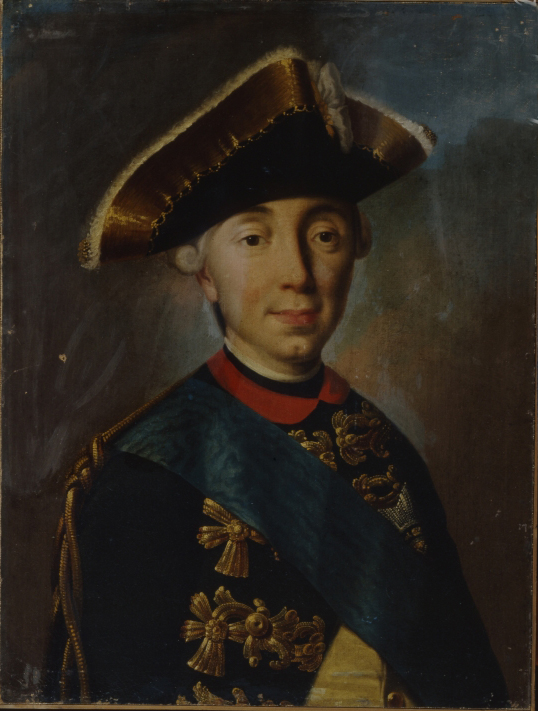
Портрет Петра III кисти неизвестного из ГМЗ Гатчина

За годы, проведённые в России, Пётр никогда не делал попыток лучше узнать страну, её народ и историю, он пренебрегал русскими обычаями, вёл себя неподобающим образом во время церковной службы, не соблюдал посты и другие обряды.
Слишком поздно ему стали внушать сознание его великого предназначения, чтобы ждать от этого внушения скорейших плодов. Он даже по-русски так и не выучился и говорил на этом языке редко и весьма дурно.
Елизавета Петровна не допускала Петра к участию в решении политических вопросов, и единственная должность, на которой он хоть как-то мог себя проявить, была должность директора Шляхетского корпуса. Между тем Великий князь открыто критиковал деятельность правительства, а во время Семилетней войны публично высказывал симпатии к прусскому королю Фридриху II.
Канцлер А. П. Бестужев-Рюмин объяснял маниакальную увлечённость наследника престола так:
Великого князя убедили, что Фридрих II его любит и отзывается с большим уважением; поэтому он думает, что как скоро он взойдёт на престол, то прусский король будет искать его дружбы и будет во всём помогать ему.
О вызывающем поведении Петра Фёдоровича было хорошо известно не только при дворе, но и в более широких слоях русского общества, где Великий князь не пользовался ни авторитетом, ни популярностью. Вообще, осуждение антипрусской и проавстрийской политики Пётр разделял с супругой, но выражал его гораздо более открыто и дерзко. Однако императрица, несмотря на всё возрастающую неприязнь к племяннику, многое ему прощала как сыну рано умершей любимой сестры.

### Правление

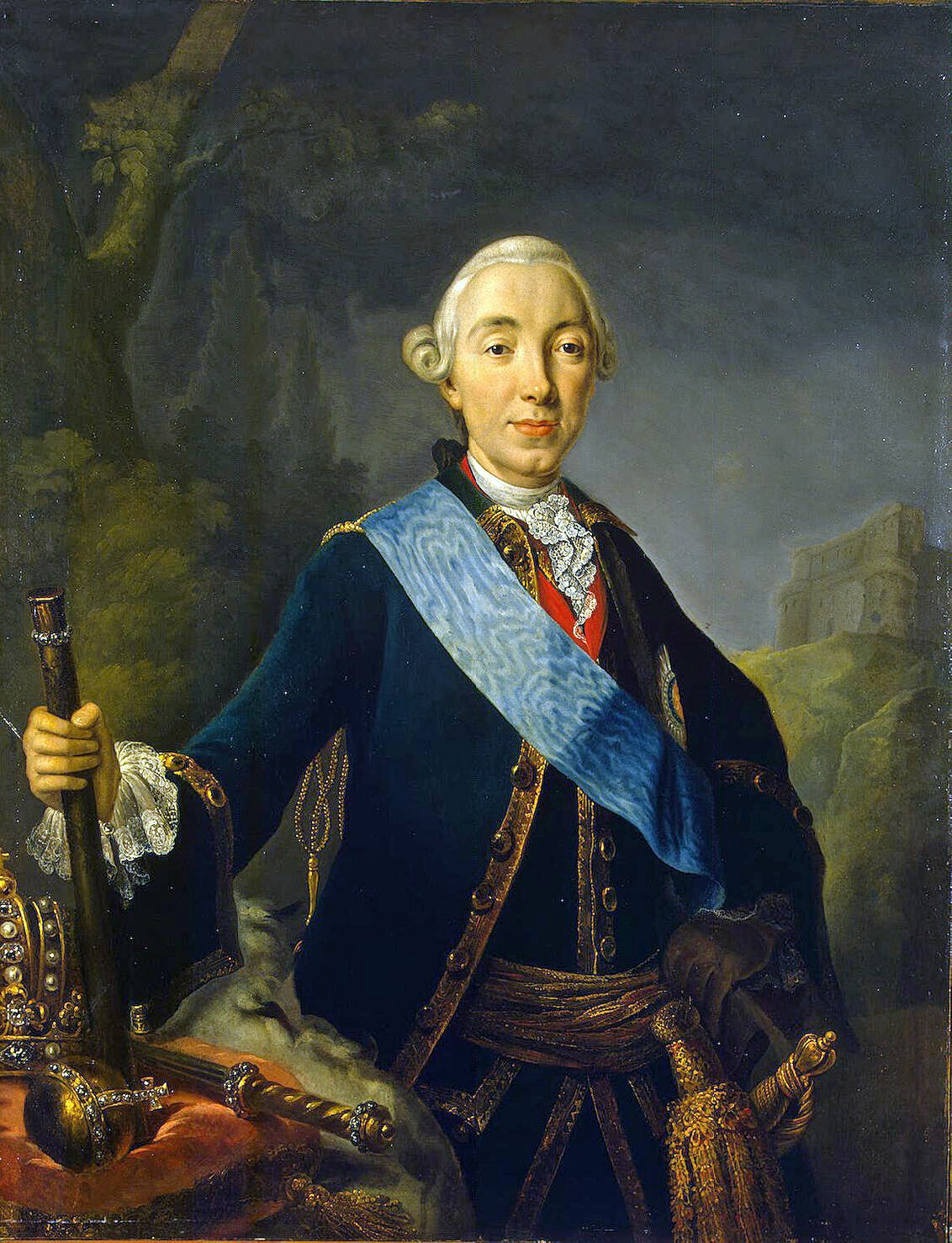
Копия сделанная Пфальдцельтом с несохранившегося портрета Петра III кисти Ротари

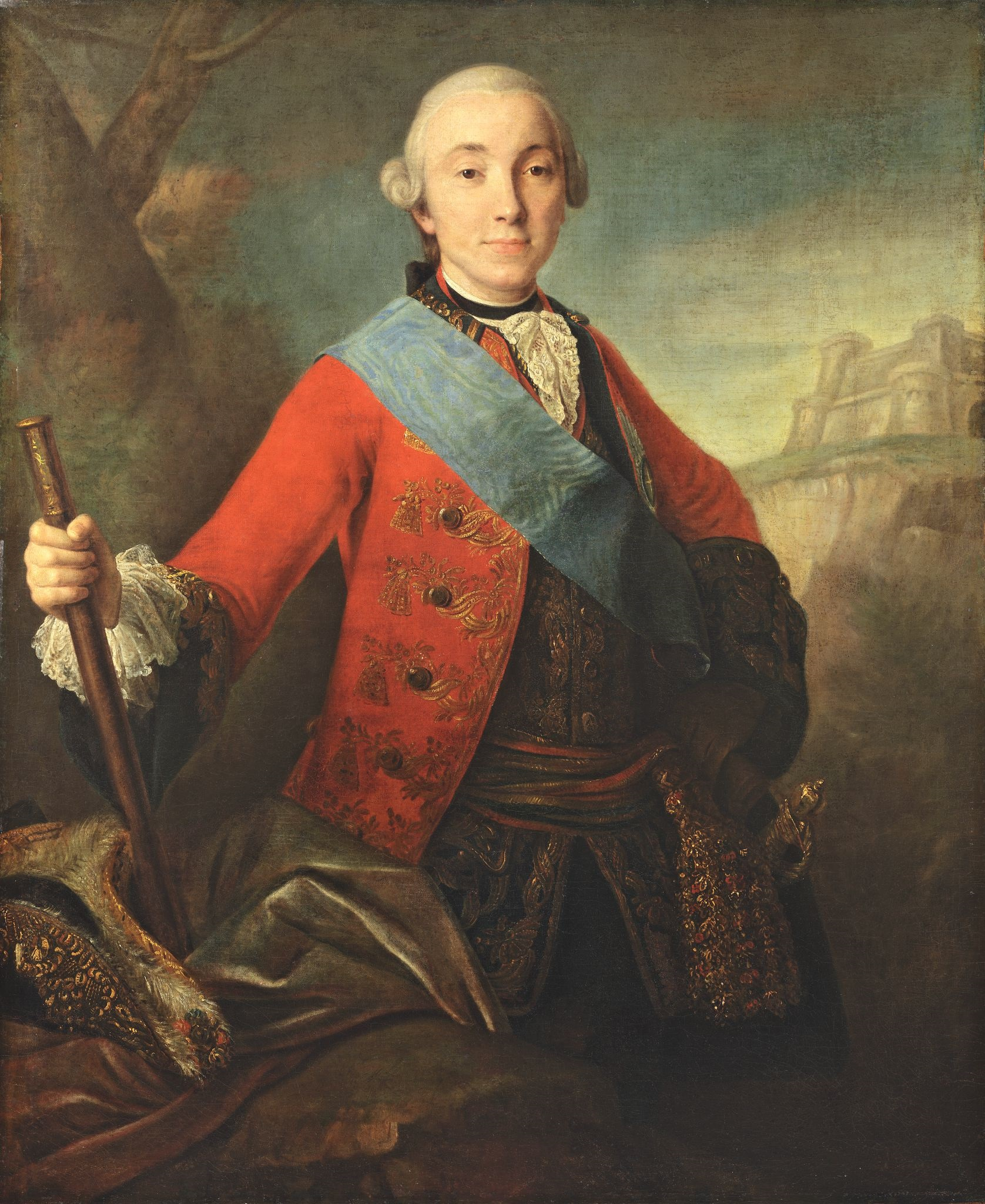
Копия сделанная Рокотовым с несохранившегося портрета Петра III кисти Ротари

На Рождество 25 декабря 1761 (5 января 1762) года, в три часа пополудни скончалась императрица Елизавета Петровна. Пётр вступил на престол Российской империи. Подражая Фридриху II, Пётр не короновался, но планировал короноваться после похода на Данию. В итоге Пётр III был коронован посмертно Павлом I в 1796 году.
У Петра III не было чёткой политической программы действий, но у него сложилось своё видение политики, и он, подражая своему деду Петру I, планировал провести ряд реформ. 17 января 1762 года Пётр III на заседании Сената объявил о своих планах на будущее: «Дворянам службу продолжать по своей воле, сколько и где пожелают, и когда военное время будет, то они все явиться должны на таком основании, как и в Лифляндии с дворянами поступается».
В оценках деятельности императора обычно сталкиваются два различных подхода. Традиционный подход, который использовался на протяжении 250 лет, базируется на абсолютизации его пороков и слепом доверии к образу, которые создают мемуаристы — устроители переворота (Екатерина II, Е. Р. Дашкова и другие). Его характеризуют как невежественного, слабоумного, акцентируют его нелюбовь к России. Впрочем, свидетельства других лиц, не имевших отношения к перевороту (иностранных посланников в Петербурге, чьи донесения опубликованы в сборниках Русского исторического общества), часто мало чем отличаются от взглядов Дашковой и Екатерины II. В последнее время сделаны попытки пересмотреть его личность и деятельность.
Несколько месяцев пребывания у власти выявили противоречивый характер Петра III. Почти все современники отмечали такие черты характера императора, как жажда деятельности, неутомимость, доброта и доверчивость. Я. Я. Штелин писал: «Государь довольно остроумен, особенно в спорах». Император энергично занимался государственными делами. Штелин отмечал: «Уже с утра он был в своём рабочем кабинете, где заслушивал доклады <…>, потом спешил в Сенат или коллегии. <…> В Сенате за наиболее важные дела он брался сам энергично и напористо».
К числу важнейших дел Петра III относятся упразднение Тайной канцелярии (Канцелярия тайных разыскных дел; Манифест от 21 февраля (4 марта) 1762 года), начало процесса секуляризации церковных земель, поощрение торгово-промышленной деятельности путём создания Государственного банка и выпуска ассигнаций (Именной указ от 25 мая), принятие указа о свободе внешней торговли (Указ от 28 марта); в нём же содержится требование бережного отношения к лесам как одному из важнейших богатств России. Среди других мер исследователи отмечают указ, разрешавший заводить фабрики по производству парусного полотна в Сибири, а также указ, квалифицировавший убийство помещиками крестьян как «тиранское мучение» и предусматривавший за это пожизненную ссылку. Он также прекратил преследование старообрядцев. Петру III также приписывают намерение осуществить реформу Русской православной церкви по протестантскому образцу (в Манифесте Екатерины II по случаю восшествия на престол от 28 июня (9 июля) 1762 года Петру это ставилось в вину: «Церковь наша греческая крайне уже подвержена оставалась последней своей опасности переменою древнего в России православия и принятием иноверного закона»).
Законодательные акты, принятые за время короткого правления Петра III, во многом стали фундаментом для последующего царствования Екатерины II.
Важнейший документ царствования Петра Фёдоровича — «Манифест о вольности дворянства» (Манифест от 18 февраля (1 марта) 1762 года), благодаря которому дворянство стало исключительным привилегированным сословием Российской империи. Дворянство, будучи принуждённым Петром I к обязательной и поголовной повинности служить всю жизнь государству, при Анне Иоанновне получившее право выходить в отставку после 25-летней службы, теперь получало право не служить вообще. А привилегии, поначалу положенные дворянству, как служилому сословию, не только оставались, но и расширялись. Помимо освобождения от службы, дворяне получили право практически беспрепятственного выезда из страны. Одним из следствий Манифеста стало то, что дворяне могли теперь свободно распоряжаться своими земельными владениями вне зависимости от отношения к службе (Манифест обошёл молчанием права дворянства на свои имения; тогда как предыдущие законодательные акты Петра I, Анны Иоанновны и Елизаветы Петровны, касающиеся дворянской службы, увязывали служилые обязанности и землевладельческие права). Дворянство становилось настолько свободным, насколько может быть свободно привилегированное сословие в феодальной стране. Остаётся вопрос об авторстве текста манифеста и о самой идее этого важного документа. Эту проблему поднимали М. М. Щербатов, затем С. М. Соловьёв, Г. В. Вернадский и другие. М. М. Щербатов считал, что авторство идеи и текста принадлежит Д. В. Волкову, приближённому Петра III. С. М. Соловьёв был согласен со Щербатовым. Но эту версию проверить невозможно из-за недостатка источников.
Правление Петра III отмечено усилением крепостного права. Помещики получили возможность своевольно переселять принадлежавших им крестьян из одного уезда в другой; возникли серьёзные бюрократические ограничения по переходу крепостных крестьян в купеческое сословие; за полгода правления Петра из государственных крестьян было роздано в крепостные около 13 тысяч человек. За эти полгода несколько раз возникали крестьянские бунты, подавлявшиеся карательными отрядами. Обращает на себя внимание манифест Петра III от 19 июня по поводу бунтов в Тверском и Клинском уездах: «Намерены мы помещиков при их имениях и владениях ненарушимо сохранять, а крестьян в должном им повиновении содержать». Бунты были вызваны распространившимся слухом о даровании «вольности крестьянству», ответом на слухи и послужил законодательный акт, которому не случайно был придан статус манифеста.
Законодательная активность правительства Петра III была необычайной. За время 186-дневного царствования, если судить по официальному «Полному собранию законов Российской империи», было принято 192 документа: манифесты, именные и сенатские указы, резолюции и т. п. (в их число не включены указы о награждениях и чинопроизводстве, денежных выплатах и по поводу конкретных частных вопросов).
Однако некоторые исследователи оговаривают, что полезные для страны меры принимались как бы «между прочим»; для самого императора они не были срочными или важными. К тому же многие из этих указов и манифестов появились не вдруг: они готовились ещё при Елизавете одной из «Уложенных комиссий» — «Комиссией по составлению нового Уложения» 1754 года, а принимались с подачи Романа Воронцова, Ивана Шувалова, Дмитрия Волкова и других елизаветинских сановников, оставшихся у трона Петра III.
Петра III гораздо более внутренних дел интересовала война с Данией — ради возвращения отнятых Данией шлезвиг-гольштейнских земель император задумал выступить против Дании в союзе с Пруссией, причём сам намеревался отправиться в поход во главе гвардии. По сведениям историка В. Е. Возгрина, Пётр III в близком кругу до восшествия на престол даже рассуждал о том, что сам сядет на датский престол, отправив датского короля в датскую колонию Транкебар в Индии или дав ему имение в российской Лифляндии.
Тотчас по восшествии на престол Пётр Фёдорович вернул ко двору большинство опальных вельмож предыдущего царствования, томившихся в ссылках (кроме ненавистного Бестужева-Рюмина). Среди них были фаворит императрицы Анны Иоанновны Э. И. Бирон и генерал-фельдмаршал граф Бурхард Христофор Миних, ветеран дворцовых переворотов и мастер инженерии своего времени, которого новый император включил в число своих приближённых. В Россию были вызваны голштинские родственники императора: принцы Георг Людвиг Гольштейн-Готторпский и Пётр Август Фридрих Гольштейн-Бекский. Обоих произвели в генерал-фельдмаршалы в перспективе войны с Данией; Пётр Август Фридрих был также назначен столичным генерал-губернатором. Генерал-фельдцейхмейстером был назначен Александр Вильбоа. Эти люди, а также бывший воспитатель Якоб Штелин, назначенный личным библиотекарем, составляли ближний круг императора.

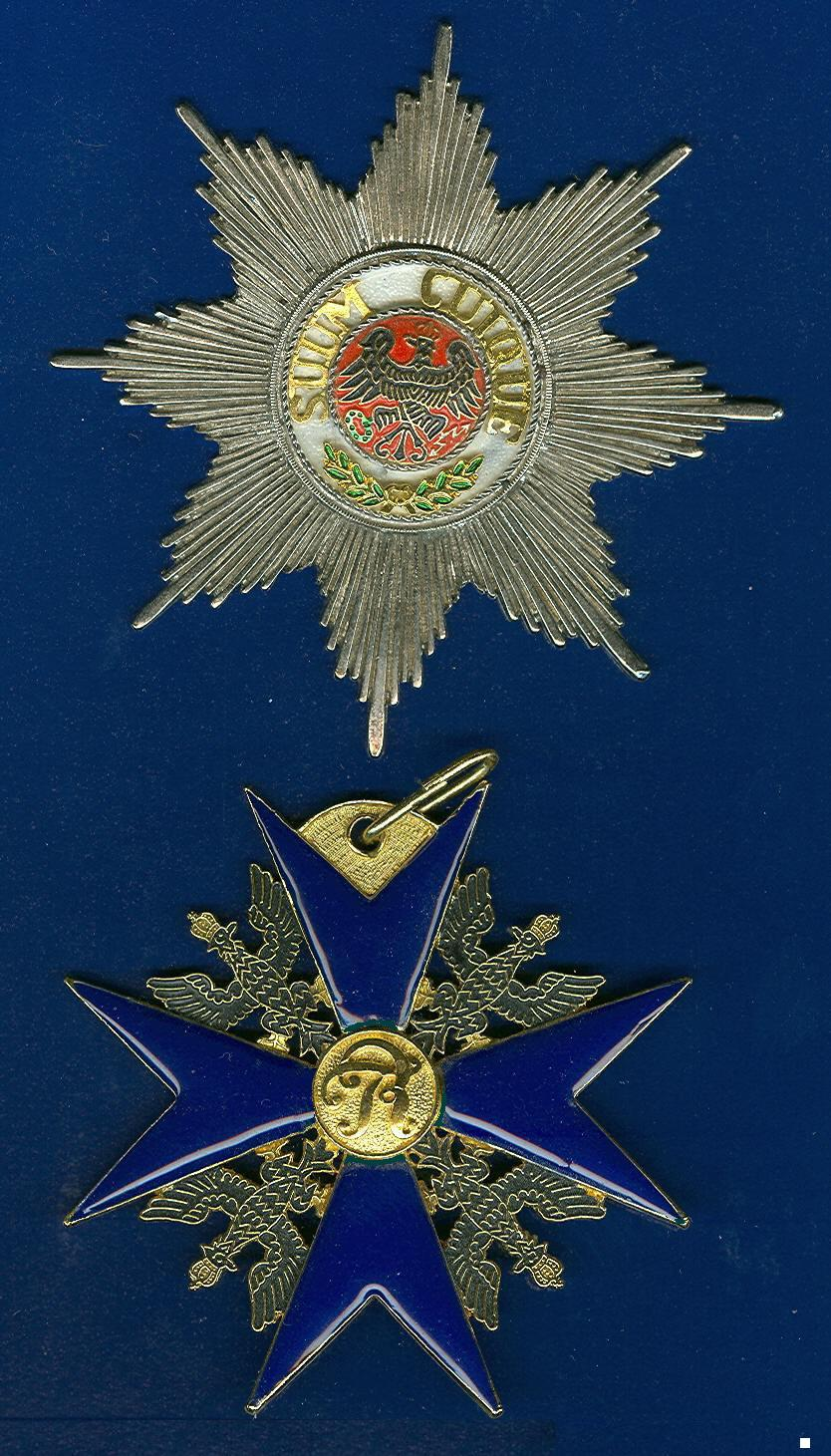
Прусский Орден Чёрного Орла. Таким орденом был награждён Пётр III

Для ведения переговоров о сепаратном мире с Пруссией в Петербург прибыл Бернгард Вильгельм фон дер Гольц. Мнением прусского посланника Пётр III так дорожил, что, по мнению историка А. В. Гаврюшкина, вскоре тот стал «заправлять всей внешней политикой России».
Впрочем, в новейших работах эта точка зрения поставлена под сомнение.
Среди отрицательных моментов царствования Петра III, вне всякого сомнения, по мнению его критиков, главным является фактическое аннулирование им завоеваний России в ходе Семилетней войны — передача Фридриху II Восточной Пруссии. Провозгласив свои бесспорные права на эту провинцию как завоёванную у неприятеля, который сам объявил России войну, правительство Елизаветы в своём ответе на предложение Франции заключить мир с Пруссией без территориальных приобретений России писало 1 февраля 1761 года: «Мы хотим получить эту провинцию вовсе не для распространения и без того обширных границ нашей империи, но единственно для того, чтобы надёжнее утвердить мир, а потом, уступив её Польше, окончить этим многие взаимные претензии, несогласные с истинным нашим желанием ненарушимо сохранить эту республику в тишине и при всех её правах и вольностях». Россия хотела уступить Восточную Пруссию Польше, обменяв её на Курляндию и тем покончив со всеми притязаниями Польши на эту область, входившую в состав Речи Посполитой, но со времён Анны Иоанновны управляемую ставленниками Петербурга. Это был очень разумный план, реализация которого утвердила бы позицию России в Прибалтике и освободила бы Польшу от тяготевшей над ней опасности агрессии германских государств. Прежняя точка зрения, что от Восточной Пруссии как русской провинции под нажимом Франции отказалось ещё правительство императрицы Елизаветы, ныне опровергнута — согласно секретной инструкции русским дипломатам на созывавшийся мирный конгресс в Аугсбурге обсуждение вопроса передачи Восточной Пруссии Российской империи было непременным условием самого русского участия в конгрессе, что, впрочем, не означало обязательности этого перехода, если бы европейские державы дружно выступили против. В крайнем случае правительство Елизаветы было готово отказаться от приобретения Восточной Пруссии в обмен на денежную компенсацию от прусского короля, и до момента полного расчёта прусские порты должны были оставаться под контролем русских войск. Оказавшись у власти, Пётр III, не скрывавший своего преклонения перед Фридрихом II, немедленно прекратил военные действия против Пруссии и заключил с прусским королём Петербургский мирный договор (1762), юридически вернув завоёванную Восточную Пруссию и отказавшись от всех приобретений в ходе Семилетней войны, практически выигранной Россией, а герцогом Курляндии назначил своего дядю. Все жертвы, весь героизм русских солдат были перечёркнуты единым махом, что выглядело настоящим предательством интересов отечества и государственной изменой. Выход России из войны повторно спас Пруссию от полного поражения (см. также «Чудо Бранденбургского дома»). Заключённый 24 апреля мир недоброжелатели Петра III трактовали как истинное национальное унижение, поскольку продолжительная и затратная война закончилась буквально ничем. Впрочем, это не помешало Екатерине II продолжить начатое Петром III, и восточнопрусские земли были освобождены от контроля русских войск и отданы Пруссии именно ею.
Представления апологетов Петра III о нём как о миротворце противоречат известным фактам — помимо стремления начать войну с Данией за возвращение Гольштейн-Готторпам утерянных ранее территорий, включая родовой замок Готторп, Пётр III, по просьбе Фридриха II и ради освобождения своего кумира и планируемого союзника от войны с Австрией, собирался спровоцировать нападение Османской империи на Австрию. 28 апреля 1762 г. император велел канцлеру графу М. И. Воронцову сообщить русскому резиденту в Османской империи, «дабы он Порте внушение сделал, что если она рассудит ныне начать неприятельские действия против австрийского дома, то его императорское величество в войну её отнюдь мешаться не будет». Воронцову удалось убедить Петра III смягчить формулировки, и канцлер составил инструкцию резиденту А. М. Обрескову, обусловив это повеление многочисленными условиями, затруднявшими его выполнение. Сам Обресков, проявив свой дипломатический талант, убедил прусского посланника в Стамбуле, что открытое объявление туркам о разрыве русско-австрийского союза в случае войны Турции против Австрии в настоящее время нежелательно. Первыми же подписанными Екатериной II 29 июня 1762 г. (то есть на следующий день после ночного переворота) внешнеполитическими распоряжениями были: извещение иностранных правителей о своём восшествии на престол, рескрипт Обрескову об отмене распоряжений о провоцировании турецкого нападения на Австрию и рескрипт посланнику в Дании Корфу с приказом вернуться в Копенгаген из Берлина и уверить датское правительство в своей дружбе и отмене всех антидатских распоряжений прежнего императора.
Биограф Петра III американская исследовательница К. Леонард пишет в своей книге, что Пётр III не был такой уж жертвой судьбы, как принято считать, и более правильным было бы поместить его «среди самых агрессивных и циничных монархов XVIII в.»
По мнению М. Ю. Анисимова, внешняя политика Петра III во время Семилетней войны оказалась катастрофой, сравнимой по краху российского влияния в Европе с поражением в Крымской войне, Октябрьской революцией и распадом СССР.
Несмотря на прогрессивный характер многих законодательных мер и небывалые привилегии дворянству, внешнеполитические деяния Петра, а также его резкие действия в отношении церкви, введение прусских порядков в армии не только не прибавили ему авторитета, но лишили всякой социальной поддержки; в придворных кругах его политика порождала лишь неуверенность в завтрашнем дне.
Общество чувствовало в действиях правительства шалость и каприз, отсутствие единства мысли и определённого направления. Всем было очевидно расстройство правительственного механизма. Всё это вызывало дружный ропот, который из высших сфер переливался вниз и становился всенародным. Языки развязались, как бы не чувствуя страха полицейского; на улицах открыто и громко выражали недовольство, безо всякого опасения порицая государя.
Наконец, намерение вывести гвардию из Петербурга и направить её в непонятный и непопулярный датский поход (да и любой поход гвардии не мог быть популярным) послужило «последней каплей», мощнейшим катализатором для заговора, возникшего в гвардии против Петра III в пользу Екатерины Алексеевны.

### Свержение

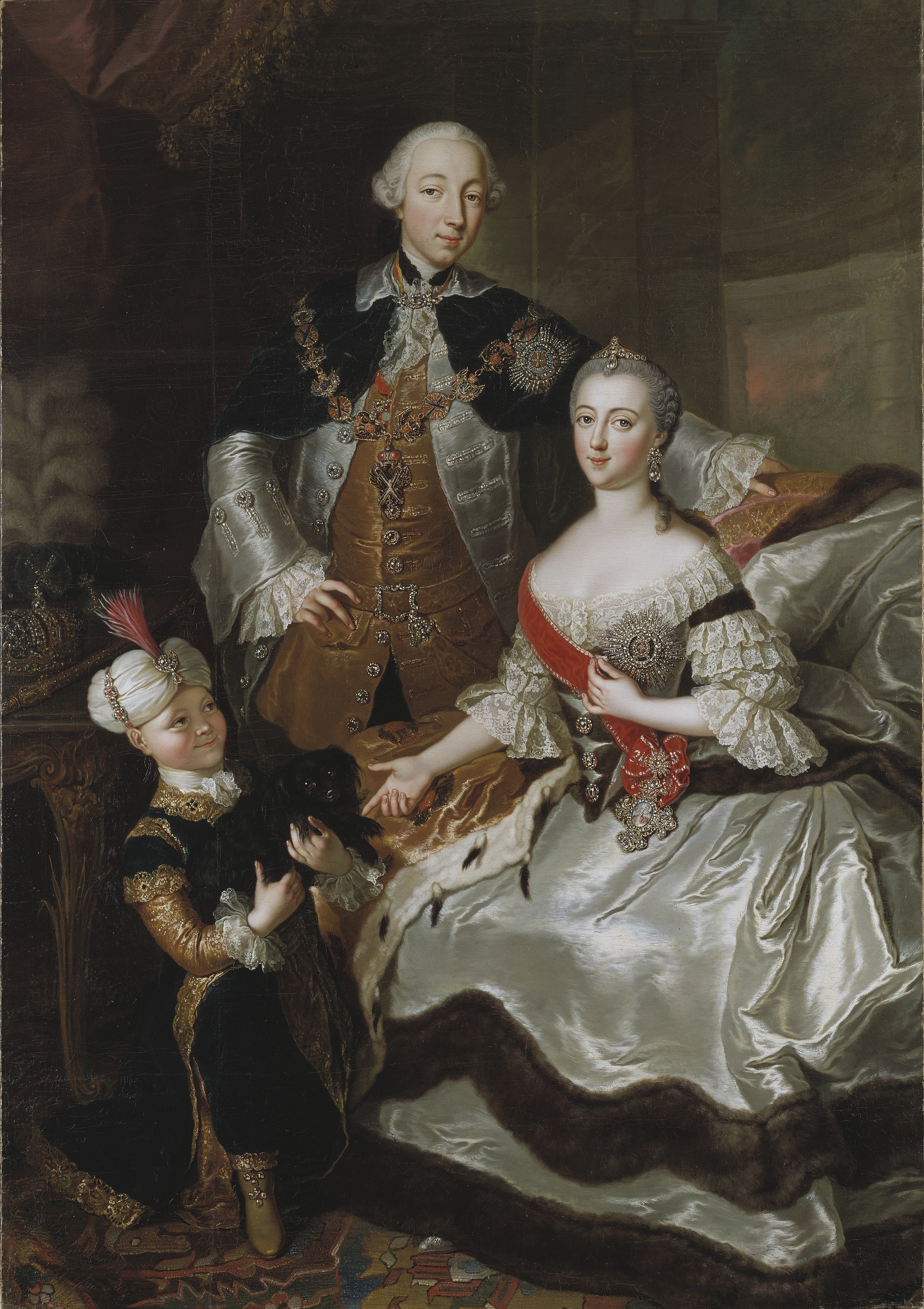
Семейный портрет в Замке Грипсхольм — филиале Национального музея Швеции авторства Анны Розины Де Гаск, придворной художницы при дворе немецкого властителя Фридриха Августа Ангальт-Цербстского, брата Екатерины. Указующий жест Екатерины и единый цвет одежды из дорогой ткани изображенных персон предполагает, что стоящий в мантии на одном колене кареглазый мальчик с дорогими кружевами как у Петра и крупными драгоценными камнями (как у Екатерины) в его чалме и на сапожках, это их сын Павел

Первые зачатки заговора относятся к 1756 году, то есть ко времени начала Семилетней войны и ухудшения здоровья Елизаветы Петровны. Всесильный канцлер Бестужев-Рюмин, прекрасно зная о пропрусских настроениях наследника и понимая, что при новом государе ему грозит как минимум Сибирь, вынашивал планы нейтрализовать Петра Фёдоровича при его восшествии на престол, объявив Екатерину равноправной соправительницей. Однако Алексей Петрович в 1758 году попал в опалу, поспешив с осуществлением своего замысла (намерения канцлера остались нераскрытыми, он успел уничтожить опасные бумаги). Императрица и сама не питала иллюзий в отношении своего преемника на престоле и позднее подумывала о замене племянника на внучатого племянника Павла:
Во время болезни <…> Елизаветы Петровны слышала я, что <…> наследника её все боятся; что он не любим и непочитаем никем; что сама государыня сетует, кому поручить престол; что склонность в ней находят отрешить наследника неспособного, от которого имела сама досады, и взять сына его семилетнего и мне [то есть Екатерине] поручить управление.
За последующие три года Екатерина, также попавшая в 1758 году под подозрение и чуть было не угодившая в монастырь, не предпринимала никаких заметных политических действий, разве что упорно умножала и упрочивала личные связи в высшем свете.
В рядах гвардии заговор против Петра Фёдоровича сложился в последние месяцы жизни Елизаветы Петровны благодаря деятельности троих братьев Орловых, офицеров Измайловского полка братьев Рославлевых и Ласунского, преображенцев Пассека и Бредихина и других. Среди высших сановников Империи самыми предприимчивыми заговорщиками были Н. И. Панин, воспитатель малолетнего Павла Петровича, М. Н. Волконский и К. Г. Разумовский, гетман Войска Запорожского, президент Академии наук, любимец своего Измайловского полка.
Елизавета Петровна скончалась, так и не решившись что-либо изменить в судьбе престола. Осуществить переворот сразу же после кончины императрицы Екатерина не считала возможным: она была на истечении пятого месяца беременности (от Григория Орлова; в апреле 1762 году родила сына Алексея). К тому же Екатерина имела политические резоны не торопить события, она желала привлечь на свою сторону как можно больше сторонников для полного триумфа. Хорошо зная характер супруга, она справедливо полагала, что Пётр достаточно скоро настроит против себя всё столичное общество. Для осуществления переворота Екатерина предпочла ожидать удобного момента.
Все сошлись на том, что удар следует нанести, когда его величество и армия будут готовы к отправке в Данию.

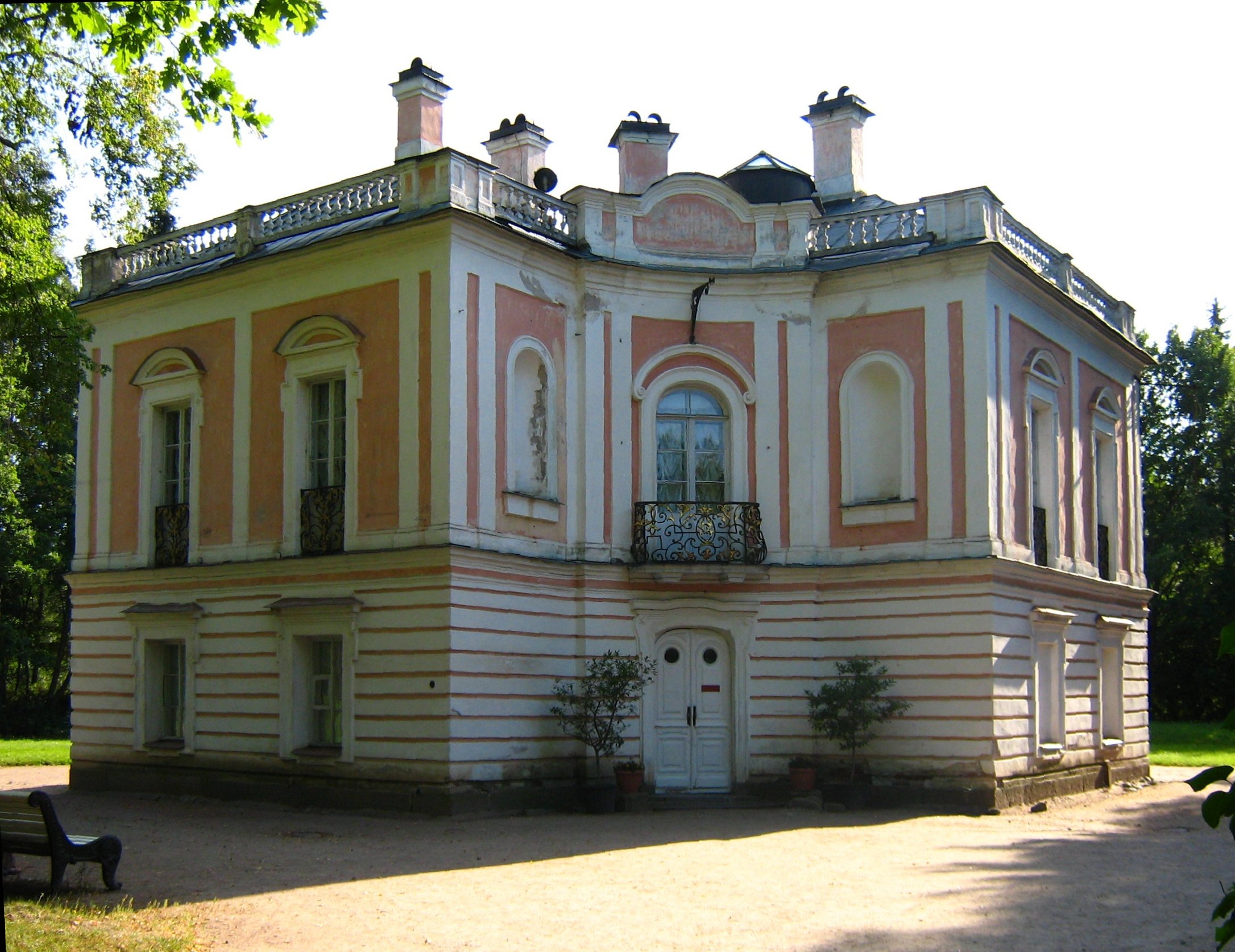
Ораниенбаум, дворец Петра III. Возведён для будущего императора по проекту архитектора Антонио Ринальди в 1758—1760

К маю 1762 года, после рождения Екатериной в апреле бастарда Бобринского, перемена настроений в столице стала настолько очевидной, что императору со всех сторон советовали принять меры по предотвращению катастрофы, шли доносы о возможном заговоре. В мае двор во главе с императором по обыкновению выехал за город, в Ораниенбаум. В столице было затишье, что весьма способствовало окончательным приготовлениям заговорщиков.
Положение Петра III в обществе было шатким, но также непрочным было положение Екатерины при дворе, особенно после рождения нового сына от любовника. Пётр III открыто говорил, что собирается развестись с супругой, чтобы жениться на своей фаворитке Елизавете Воронцовой. Он грубо обращался с женой, а 9 июня во время торжественного обеда по случаю заключения мира с Пруссией случился прилюдный скандал. Император в присутствии двора, дипломатов и иностранных принцев крикнул жене через весь стол «folle» (дура); Екатерина заплакала. Поводом к оскорблению стало нежелание Екатерины пить стоя провозглашённый Петром III тост. Неприязнь между супругами достигла апогея. Вечером того же дня он отдал приказ её арестовать, и только вмешательство фельдмаршала Георга Гольштейн-Готторпского, дяди Екатерины, спасло Екатерину. Но приказ об аресте ускорил приготовления заговорщиков.
Датский поход планировался на июнь. Император решил повременить с выступлением войск, чтобы отпраздновать свои именины. Утром 28 июня (9 июля) 1762 года, накануне Петрова дня, император Пётр III со свитой отправился из Ораниенбаума, своей загородной резиденции, в Петергоф, где должен был состояться торжественный обед в честь тезоименитства императора. Накануне по Петербургу прошёл слух, что Екатерина содержится под арестом. В гвардии началась сильнейшая смута; один из участников заговора, капитан Пассек, был арестован; братья Орловы опасались, что возникла угроза раскрытия заговора.
В Петергофе Петра III должна была встречать его супруга, по долгу императрицы бывшая устроительницей торжеств, но к моменту прибытия двора она исчезла. Через короткое время стало известно, что Екатерина рано утром бежала в Петербург в карете с Алексеем Орловым (он прибыл в Петергоф к Екатерине с известием, что события приняли критический оборот и медлить более нельзя). В столице «Императрице и Самодержице Всероссийской» в короткое время присягнули гвардия, Сенат и Синод, население. Гвардия выступила в сторону Петергофа.
Дальнейшие действия Петра показывают крайнюю степень растерянности. Отвергнув совет Миниха немедленно направиться в Кронштадт и повести борьбу, опираясь на флот и верную ему армию, размещённую в Пруссии, он собирался было защищаться в Петергофе в игрушечной крепости, выстроенной для манёвров, с помощью отряда голштинцев. Однако, узнав о приближении гвардии во главе с Екатериной, Пётр бросил эту мысль и всё же отплыл в Кронштадт со всем двором, дамами и т. д. Но Кронштадт к тому времени уже присягнул Екатерине. После этого Пётр совершенно пал духом и, вновь отвергнув совет Миниха направиться в Ревель, а затем — на военном корабле к армии в Северной Германии, вернулся в Ораниенбаум, где и подписал отречение от престола.
Где-то достали вино, и началась всеобщая попойка. Разгулявшаяся гвардия явно собиралась учинить над своим бывшим императором расправу. Панин насилу собрал батальон надёжных солдат, чтобы окружить павильон. На Петра III было тяжело смотреть. Он сидел бессильный и безвольный, постоянно плакал. Улучив минуту, бросился к Панину и, ловя руку для поцелуя, зашептал: «Об одном прошу — оставьте Лизавету [Воронцову] со мной, именем Господа Милосердного заклинаю!»
Вот как описывает события 1762 года А. С. Мыльников: «Днём 28 июня 1762 г. в столичном Казанском соборе при стечении публики и высшего духовенства в присутствии Екатерины был оглашён манифест о её вступлении на самодержавный престол. Между тем Пётр III развлекался с придворными в Ораниенбауме, а утром этого дня направился в Петергоф, надеясь найти там свою супругу — на следующий день было намечено торжественное празднование дня Петра и Павла. Лишь с опозданием в несколько часов, случайно и из вторых рук узнал он, что, так сказать, заочно лишился российского трона. Бывшего самодержца арестовали и препроводили конвоем в Ропшу».

### Смерть

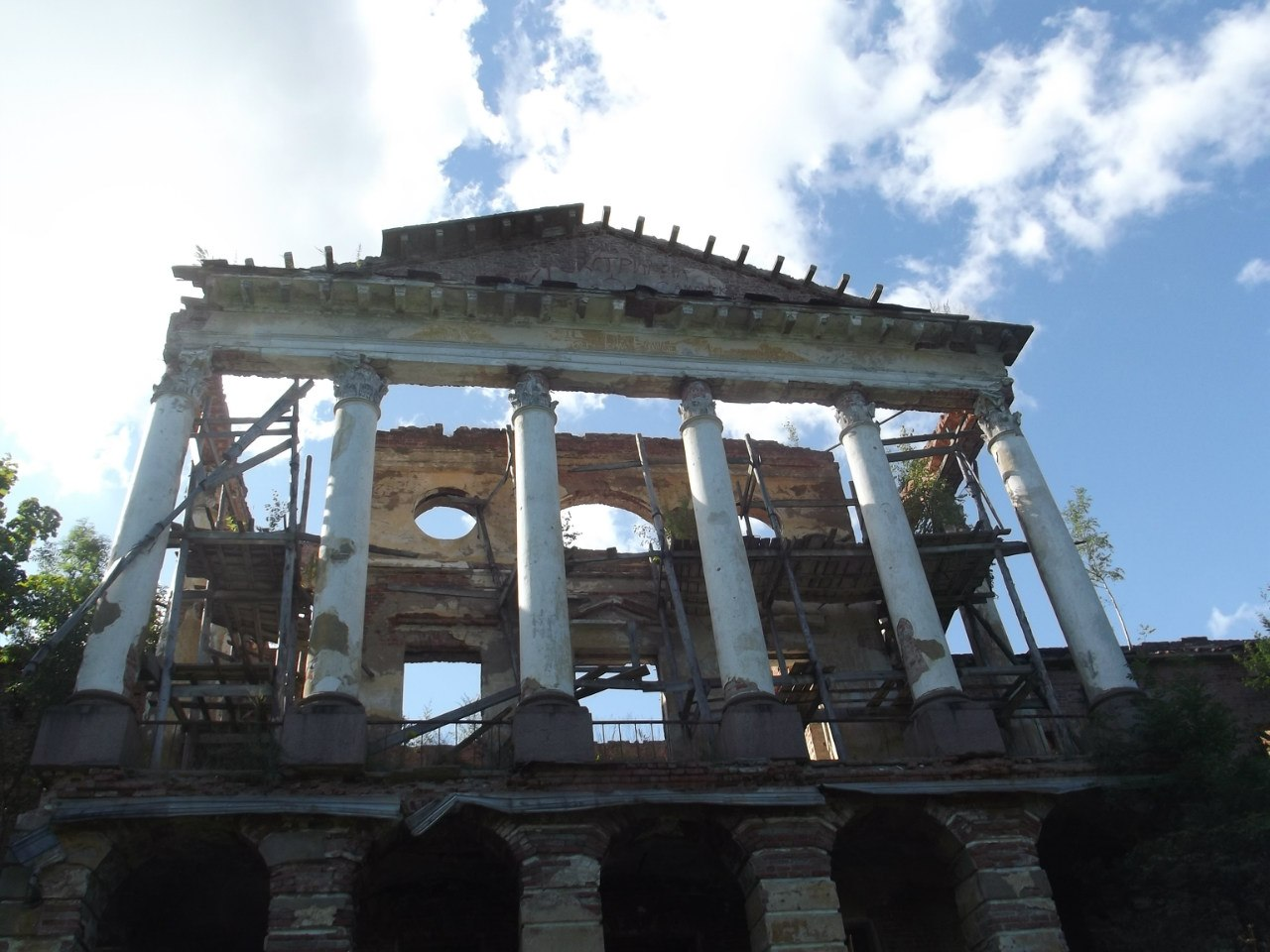
Дворец в Ропше

Обстоятельства смерти Петра III до сих пор окончательно не выяснены. Низложенный император 29 июня (10 июля) 1762 года, практически сразу после переворота, в сопровождении караула гвардейцев во главе с Алексеем Орловым был отправлен в Ропшу в 30 вёрстах от Санкт-Петербурга, где через неделю — 6 (17) июля 1762 года скончался. По официальной версии причиной смерти был приступ геморроидальных колик, усилившийся от продолжительного употребления алкоголя и поноса. При вскрытии, которое проводилось по приказу Екатерины, обнаружилось, что у Петра III была выраженная дисфункция сердца, воспаление кишечника и признаки апоплексии.
По другой версии смерть Петра считается насильственной и убийцей называется Алексей Орлов. Эта версия опирается на письмо Орлова Екатерине из Ропши, не сохранившееся в подлиннике. До нас это письмо дошло в копии, снятой Фёдором Ростопчиным. Оригинал письма был якобы уничтожен императором Павлом I в первые дни его царствования. Недавние историко-лингвистические исследования опровергают подлинность документа и называют автором фальшивки самого Ростопчина.

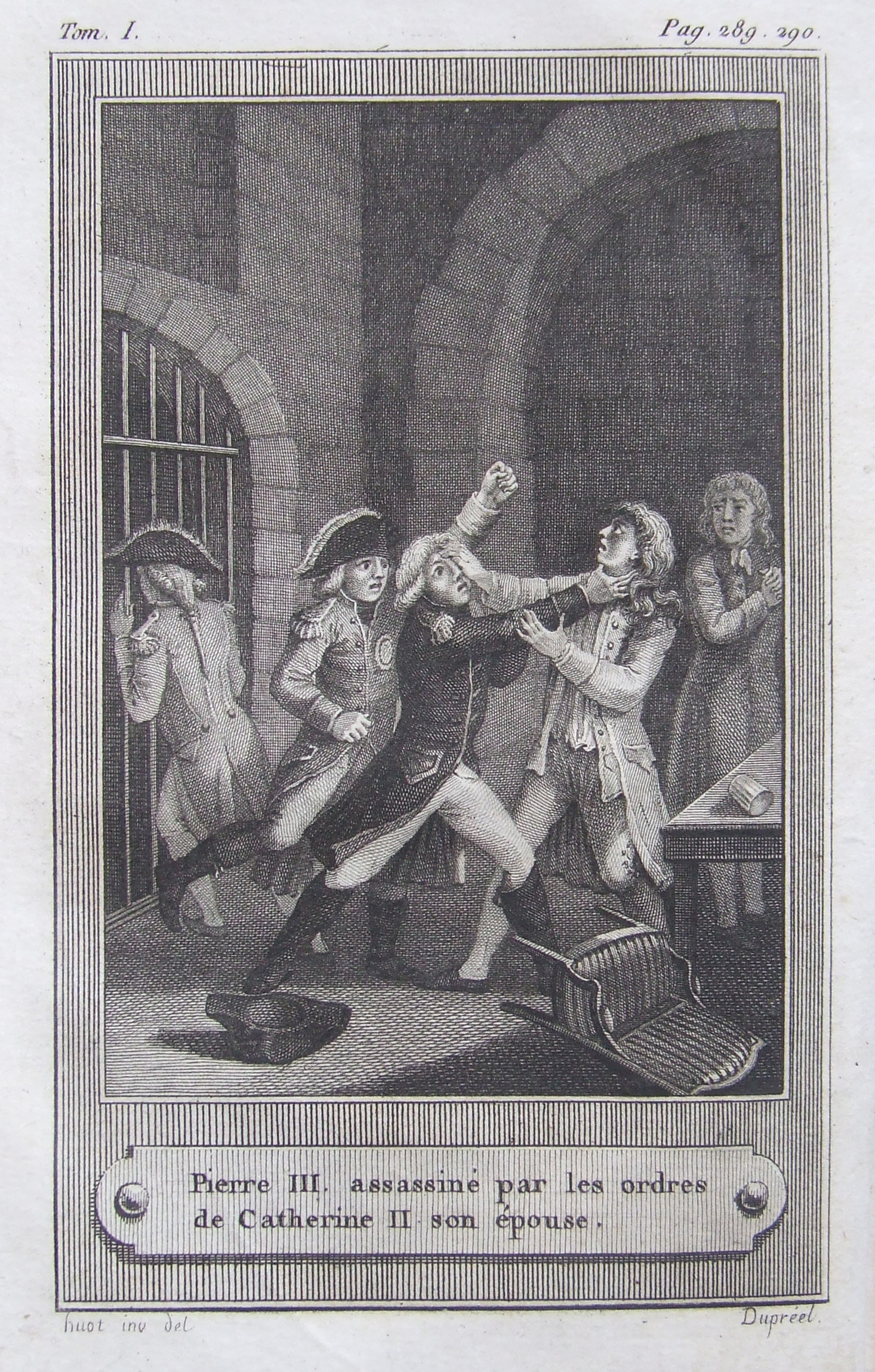
Титулярный лист истории Петра III авторства Thibault de La Veaux. 1799. Том 1.

Ряд современных медицинских экспертиз на основании сохранившихся документов и свидетельств выявил, что Пётр III страдал биполярным расстройством с неярко выраженной депрессивной фазой, страдал от геморроя, отчего не мог долго сидеть на одном месте. Микрокардия, обнаруженная при вскрытии, обычно предполагает комплекс врождённых нарушений развития.

### Похороны
Первоначально Пётр III был похоронен безо всяких почестей 10 (21) июля 1762 года в Невском монастыре, так как в Петропавловском соборе, императорской усыпальнице, хоронили только коронованных особ. Сенат в полном составе просил императрицу не присутствовать на похоронах.
Но, по некоторым сведениям, Екатерина приехала в лавру инкогнито и отдала последний долг своему мужу.
В ноябре 1796 года, сразу после кончины Екатерины, по приказу Павла I, его останки были перенесены сначала в домовую церковь Зимнего дворца, а затем в Петропавловский собор. Петра III перезахоронили одновременно с погребением Екатерины II после того, как новый император собственноручно совершил коронование праха своего отца.

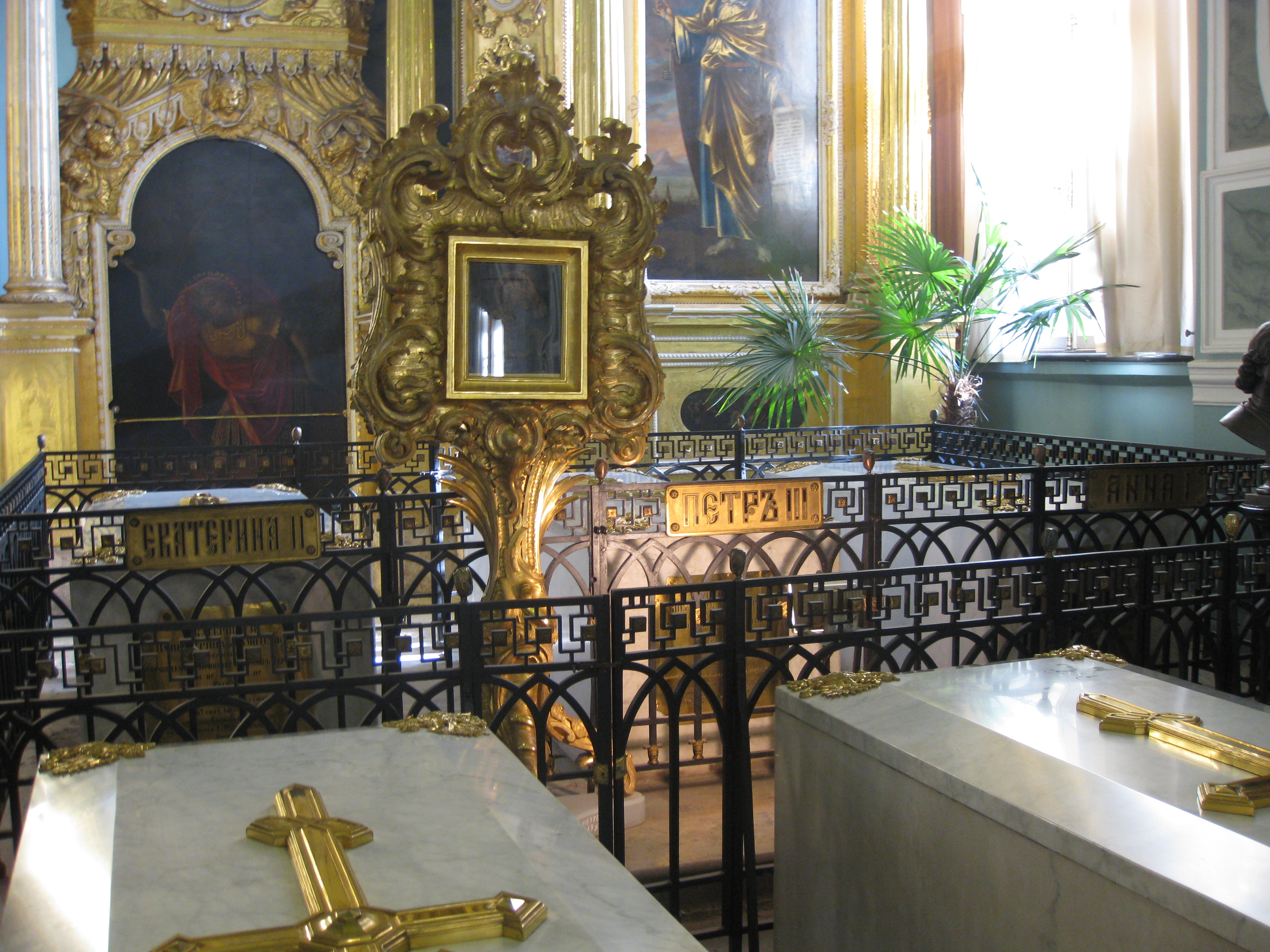
Надгробия Петра и Екатерины

В изголовных плитах погребённых стоит одна и та же дата погребения (18 декабря 1796), от чего складывается впечатление, что Пётр III и Екатерина II прожили вместе долгие годы и умерли в один день.

## Личность Петра III
Якоб Штелин писал о Петре III: «Довольно остроумен, в особенности в спорах, что развивалось и поддерживалось в нём с юности сварливостью его обер-гофмаршала Брюммера».
Штелин отмечал, что император любил музыку, живопись, фейерверки.
«От природы судит довольно хорошо, но привязанность к чувственным удовольствиям более расстраивала, чем развивала его суждения, и потому он не любил глубокого размышления. Память — отличная до крайних мелочей. Охотно читал описания путешествий и военные книги. Как только выходил каталог новых книг, он его прочитывал и отмечал для себя множество книг, которые составили порядочную библиотеку.
Выписал из Киля библиотеку своего покойного родителя и купил за тысячу рублей инженерную и военную библиотеку Меллинга», — писал Штелин.
Штелин писал: «Будучи великим князем и не имея места для библиотеки в своём петербургском дворце, он велел перевезти её в Ораниенбаум и держал при ней библиотекаря. Став императором, он поручил статскому советнику Штелину, как своему главному библиотекарю, устроить библиотеку в мезонине его нового зимнего дворца в Петербурге, для чего были назначены четыре большие комнаты и две для самого библиотекаря. Для этого, на первый случай, назначил он 3000 рублей, а потом ежегодно 2 тысячи рублей, но требовал, чтобы в неё не вошло ни одной латинской книги, потому что от педантического преподавания и принуждения латынь опротивела ему с малолетства».
Штелин о Петре Фёдоровиче в бытность его великим князем: «Не был ханжою, но и не любил никаких шуток над верою и словом Божиим. Был несколько невнимателен при внешнем богослужении, часто позабывал при этом обыкновенные поклоны и кресты и разговаривал с окружающими его фрейлинами и другими лицами. Императрице весьма не нравились подобные поступки. Она выразила своё огорчение канцлеру графу Бестужеву, который, от её имени, при подобных и многих других случаях, поручал мне делать великому князю серьёзные наставления. Это было исполняемо со всей внимательностью, обыкновенно в понедельник, касательно подобного неприличия его поступков, как в церкви, так и при дворе или при других публичных собраниях. Он не обижался подобными замечаниями, потому что был убеждён, что я желал ему добра и всегда ему советовал, как можно более угождать её величеству и составить тем своё счастье».
«Чужд всяких предрассудков и суеверий. Помыслом касательно веры был более протестант, чем русский; поэтому с малолетства часто получал увещания не выказывать подобных мыслей и показывать более внимания и уважения к богослужению и к обрядам веры», — писал Якоб Штелин о Петре III.
Штелин писал о Петре Фёдоровиче: «Имел всегда при себе немецкую Библию и кильский молитвенник, в котором знал наизусть некоторые из лучших духовных песней».
«Боялся грозы. На словах нисколько не страшился смерти, но на деле боялся всякой опасности. Часто хвалился, что он ни в каком сражении не останется назади, и что если б его поразила пуля, то он был уверен, что она была ему назначена», — писал Штелин о Петре III.
Бывшая фрейлина Екатерины II Н. К. Загряжская о Петре III (в разговорах с А. С. Пушкиным): «Я была очень смешлива; государь, который часто езжал к матушке, бывало, нарочно меня смешил разными гримасами; он не похож был на государя».
Прусский посланник в Петербурге барон А. фон Мардефельд в отчёте о русском дворе в 1746 году: «Великому князю девятнадцать лет, и он ещё дитя, чей характер покамест не определился. Порой он говорит вещи дельные и даже острые. А спустя мгновение примешь его легко за десятилетнего ребёнка, который шалит и ослушаться норовит генерала Репнина, вообще им презираемого. Он уступает всем своим дурным склонностям. Он упрям, неподатлив, не чужд жестокости, любитель выпивки и любовных похождений, а с некоторых пор стал вести себя, как грубый мужлан. Не скрывает он отвращения, кое питает к российской нации, каковая, в свой черёд, его ненавидит, и над религией греческой насмехается; ежели императрица ему приказывает, а ему сие не по нраву, то противится, тогда повторяет она приказание с неудовольствием, а порой и с угрозами, он же оттого в нетерпение приходит и желал бы от сего ига избавиться, но не довольно имеет силы, чтобы привести сие в исполнение. Всем видом своим показывает он, что любит ремесло военное и за образец почитает короля, чьими деяниями великими и славными восхищается, и не однажды мне говорил: „Sie haben einen grossen Koenig, ich werde es machen wie er, nicht zu Hause still sitzen bleiben“ [У вас великий король, я буду делать, как он, и не стану спокойно сидеть дома. — нем.]. Однако ж покамест сей воинский пыл ни в чём другом не проявляется, кроме как в забавах детских, так что отверг он роту кадетов и составил себе взамен роту из лакеев, где в роли унтер-офицеров камердинеры подвизаются, а в роли офицеров — камергеры и камер-юнкеры, кои под командою его различные совершают эволюции. В покоях своих часто играет он в куклы. Супругу не любит, так что иные предвидят, по признакам некоторым: детей от него у неё не будет. Однако ж он её ревнует. Так что ежели хочешь к нему войти в доверие, не стоит её посещать чересчур прилежно».
Прусский посланник в Петербурге (затем государственный министр) граф К. В. Финк фон Финкенштейн в отчёте Фридриху II в 1748 году: «На великого князя большой надежды нет. […] Не блещет он ни умом, ни характером; ребячится без меры, говорит без умолку, и разговор его детский, великого государя недостойный, а зачастую и весьма неосторожный; привержен он решительно делу военному, но знает из оного одни лишь мелочи; охотно разглагольствует против обычаев российских, а порой и насчёт обрядов Церкви Греческой отпускает шутки; беспрестанно поминает своё герцогство Голштинское, к коему явное питает предпочтение; есть в нём живость, но не дерзну назвать её живостью ума; резок, нетерпелив, к дурачествам склонен, но ни учтивости, ни обходительности, важной персоне столь потребных, не имеет. Сколько известно мне, единственная разумная забава, коей он предаётся, — музыка; каждый день по нескольку часов играет с куклами и марионетками; те, кто к нему приставлен, надеются, что с возрастом проникнется он идеями более основательными, однако кажется мне, что слишком долго надеждами себя обольщают. Слушает он первого же, кто с доносом к нему является, и доносу верит […]. Слывёт он лживым и скрытным, и из всех его пороков сии, без сомнения, наибольшую пользу ему в нынешнем его положении принести могут; однако ж, если судить по вольности его речей, пороками сими обязан он более сердцу, нежели уму. Если когда-либо взойдёт на престол, похоже, что правителем будет жестоким и безжалостным; недаром толкует он порой о переменах, кои произведёт, и о головах, кои отрубит. Императрицу боится он и перед нею трепещет; фаворита терпеть не может и порою с ним схватывается; канцлера в глубине души ненавидит; нация его не любит, да при таком поведении любви и ожидать странно».
Станислав Понятовский, любовник великой княгини Екатерины Алексеевны и в будущем польский король, писал в воспоминаниях о Петре III: «Мне же принц сказал в порыве откровенности, которой удостаивал меня довольно часто:
— Подумайте только, как мне не повезло! Я мог бы вступить на прусскую службу, служил бы ревностно — как только был бы способен, и к настоящему времени мог бы надеяться получить полк и звание генерал-майора, а быть может даже генерал-лейтенанта… И что же?! Меня притащили сюда, чтобы сделать великим князем этой зас…… страны! -
И тут же пустился поносить русских в выражениях самого простонародного пошиба, весьма ему свойственных.
Болтовня его бывала, правда, и забавной, ибо отказать ему в уме было никак нельзя. Он был не глуп, а безумен, пристрастие же к выпивке ещё более расстраивало тот скромный разум, каким он был наделён. Прибавьте к этому привычку курить табак, лицо, изрытое оспой и крайне жалобного вида, а также то, что ходил он обычно в голштинском мундире, а штатское платье надевал всегда причудливое, дурного вкуса — вот и выйдет, что принц более всего походил на персонаж итальянской комедии. Таков был избранный Елизаветой наследник престола».
Секретарь французского посольства в Петербурге Ж.-Л. Фавье в отчёте своему двору в 1761 году о Петре Фёдоровиче: «Великий князь представляет поразительный пример силы природы или, вернее, первых впечатлений детства. Привезённый из Германии тринадцати лет, немедленно отданный в руки русских, воспитанный ими в религии и в нравах империи, он и теперь ещё остаётся истым немцем и никогда не будет ничем другим. В нём, действительно, есть доля сходства с его дядей, Карлом XII, и с его дедом, Петром Великим, но, к сожалению, сходство это чисто внешнее. Он подражает обоим в простоте своих вкусов и в одежде. Вид у него вполне военного человека. Он постоянно затянут в мундир, такого узкого и короткого покроя, который следует прусской моде ещё в преувеличенном виде. Кроме того, он очень гордится тем, что легко переносит холод, жар и усталость. Враг всякой представительности и утончённости, он занимается исключительно смотрами, разводами и обучением воспитанников вверенного его попечениям Кадетского корпуса. Лето он проводит в Ораниенбауме, в тесном кругу оставленных ему немцев, которых он называет своими министрами и генералами. От Петра Великого он главным образом наследовал страсть к горячительным напиткам и в высшей степени безразборчивую фамильярность в обращении, за которую ему мало кто благодарен. Народ опасается в нём проявления со временем непреклонности дяди и жестокости деда, но приближённые считают его легкомысленным и непостоянным, и тем успокаивают себя.
Как бы то ни было, однако существуют факты, доказывающие, что он, по крайней мере, способен к упрямству. Так, например, он выказывает редкую стойкость в мнении, касательно вопроса о делах Курляндии и об обмене Шлезвига. Распоряжение императрицы на счета Курляндии, которую она как бы до известной степени принесла в дар саксонскому принцу Карлу, не перестаёт возбуждать в нём протест. Выражение своей ненависти к этому принцу великий князь довёл до того, что даже намеревался вызвать его на дуэль. Кроме того, всей Европе известно, как он до сих пор постоянно отказывается от всякого соглашения относительно своих прав на Шлезвиг.
Никогда наречённый наследник престола не пользовался менее народною любовью. Иностранец по рождению, он своим слишком явным предпочтением к немцам то и дело оскорбляет самолюбие народа, и без того в высшей степени исключительного и ревнивого к своей национальности. Мало набожный в своих приёмах, он не сумел приобрести доверия духовенства. Если подозрительный нрав императрицы Елисаветы, а также интриги министров и фаворитов, отчасти и держат его вдали от государственных дел, то этому, утверждают многие, ещё более содействует его собственная беспечность и даже неспособность. Вследствие этого он не пользуется почти никаким значением ни в сенате, ни в других правительственных учреждениях. Погружённые в роскошь и бездействие, придворные страшатся времени, когда ими будет управлять государь, одинаково суровый к самому себе и к другим. Казалось бы, что военные должны его любить, но на деле не так. Они видят в нём чересчур строгого начальника, который стремится их подчинить дисциплине иностранных генералов. В особенности дурно расположен к нему многочисленный и в высшей степени бесполезный корпус гвардейцев, этих янычар Российской империи, гарнизон которых находится в столице, где они как бы держат в заточении двор. […] Говорят, великий князь не любит нас, французов. Я думаю, что это правда. После немцев первое место в его сердце занимают англичане, нравы и обычаи которых ему сроднее наших. К тому же лондонский кабинет всегда относился к нему чрезвычайно мягко и осторожно, а кружок поселившихся в Петербурге и пользующихся большим почётом английских негоциантов выказывает много к нему уважения. Сам он со многими из них обращается скорее как с друзьями, чем как с кредиторами. Его считают вполне преданным интересам Пруссии, и я этому верю. Склонность великого князя в этом отношении объясняется ещё его пристрастием к мельчайшим подробностям военной дисциплины. Очевидно, он избрал прусского короля себе в образцы и герои, но в этом отношении с ним заодно все другие государи, разделяющие его вкусы, хотя бы даже они были в числе врагов этого короля. Что касается венского двора, то он вообще никогда нимало не заботился о том, чтобы щадить великого князя, который считает его сторонником Иоанна Антоновича. Одним словом, он не любит Австрии, а та, в свою очередь, не любит его».

## Генеалогия

Герб Петра III — основателя династии Гольштейн-Готторп-Романовых и отца императора-родоначальника Российского императорского дома — Павла I

## Память

### Самозванцы, выдавшие себя за Петра III
Пётр III стал абсолютным рекордсменом по количеству самозванцев, пытавшихся заступить на место безвременно умершего царя. Во времена Пушкина ходили слухи о пятерых. По новейшим данным в одной только России насчитывалось около сорока лже-Петров III.
В 1764 году в роли лже-Петра выступил Антон Асланбеков, разорившийся армянский купец. Задержанный с фальшивым паспортом в Курском уезде, он объявил себя императором и пытался поднять народ в свою защиту. Самозванец был наказан плетями и отправлен на вечное поселение в Нерчинск.
Вскоре после этого имя покойного императора присвоил беглый рекрут Иван Евдокимов, пытавшийся поднять в свою пользу восстание среди крестьян Нижегородской губернии, и Николай Колченко на Черниговщине.
В 1765 году в Воронежской губернии объявился новый самозванец, во всеуслышание объявивший себя императором. Позже, арестованный и допрошенный, он назвал себя Гаврилой Кремневым, рядовым Лант-милицийского Орловского полка. Дезертировав после 14 лет службы, он сумел раздобыть себе лошадь и сманить на свою сторону двух крепостных помещика Кологривова. Вначале Кремнев объявлял себя «капитаном на императорской службе» и обещал, что отныне винокурение запрещается, а сбор подушных денег и рекрутчина приостанавливаются на 12 лет, но через некоторое время, побуждаемый сообщниками, решился объявить своё «царское имя». Короткое время Кремневу сопутствовал успех, ближайшие селения встречали его хлебом-солью и колокольным звоном, вокруг самозванца постепенно собрался отряд в полтысячи человек. Однако необученная и неорганизованная банда разбежалась при первых же выстрелах. Кремнев оказался в плену, был приговорён к смертной казни, но помилован Екатериной и выслан на вечное поселение в Нерчинск, где его следы окончательно теряются.
В том же году, вскоре после ареста Кремнева, на Слободской Украине, в слободе Купянке Изюмского уезда появляется новый самозванец — Пётр Фёдорович Чернышёв, беглый солдат Брянского полка. Этот самозванец, в отличие от своих предшественников, схваченный, осуждённый и сосланный в Нерчинск, не оставил своих притязаний, распространяя слухи о том, что «батюшка-император», инкогнито инспектировавший солдатские полки, был по ошибке схвачен и бит плетями. Поверившие ему крестьяне пытались организовать побег, приведя «государю» лошадь и снабдив его деньгами и провизией на дорогу. Самозванец заблудился в тайге, был пойман и жестоко наказан на глазах своих почитателей, отправлен в Мангазею на вечную работу, но по дороге туда скончался.
В Исетской провинции казак Каменьщиков, ранее судимый за многие преступления, был приговорён к вырезанию ноздрей и вечной ссылке на работы в Нерчинск за распространение слухов о том, что император жив, но заточён в Троицкой крепости. На суде он показал своим сообщником казака Конона Белянина, якобы готовившегося выступить в роли императора. Белянин отделался наказанием плетями.
В 1768 году содержавшийся в Шлиссельбургской крепости подпоручик армейского Ширванского полка Иосафат Батурин в разговорах с дежурными солдатами уверял, что «Пётр Фёдорович жив, но на чужбине», и даже с одним из сторожей пытался передать письмо для якобы скрывающегося монарха. Случайным образом этот эпизод дошёл до властей, и арестант был приговорён к вечной ссылке на Камчатку, откуда позже сумел бежать, приняв участие в знаменитом предприятии Морица Бенёвского.
В 1769 году под Астраханью попался беглый солдат Мамыкин, во всеуслышание объявлявший, что император, которому, конечно же, удалось скрыться, «примет опять царство и будет льготить крестьян».
Неординарной личностью оказался Федот Богомолов, бывший крепостной, бежавший и примкнувший к волжским казакам под фамилией Казин. В марте—июне 1772 году на Волге, в районе Царицына, когда его сослуживцы по причине того, что Казин-Богомолов показался им слишком уж сообразительным и умным, предположили, что перед ними скрывающийся император, Богомолов легко согласился со своим «императорским достоинством». Богомолов, вслед за своими предшественниками, был арестован, приговорён к вырыванию ноздрей, клеймению и вечной ссылке. По дороге в Сибирь он скончался.
В 1773 году попытался выдать себя за императора бежавший с Нерчинской каторги разбойничий атаман Георгий Рябов. Его сторонники позже присоединились к пугачёвцам, объявляя, что их погибший атаман и предводитель крестьянской войны — одно и то же лицо. Императором безуспешно пытался объявить себя капитан одного из расквартированных в Оренбурге батальонов Николай Кретов.

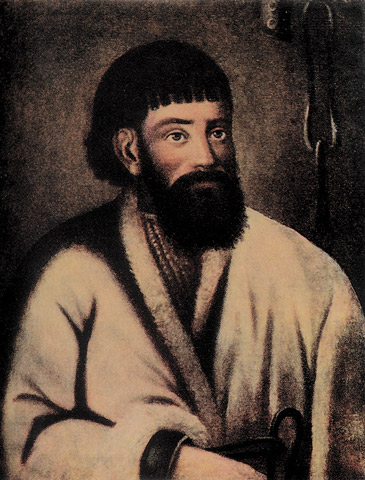
Емельян Пугачёв

В том же году некий донской казак, чьё имя в истории не сохранилось, решил извлечь для себя денежную выгоду из повсеместной веры в «скрывающегося императора». Его сообщник, выдававший себя за статс-секретаря, объезжал Царицынскую округу Астраханской губернии, принимая присяги и приготовляя народ к приёму «батюшки-царя», затем появлялся сам самозванец. Дуэт успел достаточно поживиться на чужой счёт, прежде чем весть дошла до других казаков, и они решили придать всему политический аспект. Был разработан план захватить городок Дубовку и арестовать всех офицеров. О заговоре стало известно властям, и один из высокопоставленных военных в сопровождении небольшого конвоя прибыл в избу, где находился самозванец, ударил того в лицо и приказал арестовать вместе с его сообщником. Присутствовавшие казаки повиновались, но когда арестованных доставили в Царицын для суда и расправы, немедленно пошли слухи, что под стражей находится император, и начались глухие волнения. Чтобы избежать нападения, арестантов вынуждены были держать за городом, под усиленным конвоем. Во время следствия арестант умер, то есть, с точки зрения обывателей, снова «бесследно исчез». В 1773 году будущий предводитель крестьянской войны Емельян Пугачёв, самый известный из лже-Петров III, умело обратил эту историю в свою пользу, уверяя, что «исчезнувшим из Царицына императором» был он сам.
В 1774 году попался ещё один кандидат в императоры, некий Метёлка. В том же году Фома Мосягин, также попытавшийся примерить на себя «роль» Петра III, был арестован и выслан в Нерчинск вслед за остальными самозванцами.
В 1776 году за то же поплатился крестьянин Сергеев, собравший вокруг себя шайку, собиравшуюся грабить и жечь помещичьи дома. Воронежский губернатор Иван Потапов, не без труда сумевший одолеть крестьянскую вольницу, во время следствия определил, что заговор был чрезвычайно обширен — в той или иной степени замешанными в него оказались как минимум 96 человек.
В 1778 году пьяный солдат Царицынского 2-го батальона Яков Дмитриев в бане рассказывал всем, что «в Крымских степях находится с армией бывший третий император Пётр Феодорович, который прежде этого содержался под караулом, откуда и выкраден донскими казаками; при нём предводительствует той армией Железный Лоб, против которого уже и сражение с нашей стороны было, где и побито две дивизии, и мы его как отца ожидаем; а на границе стоит с войском Пётр Александрович Румянцев и против его не обороняет, а сказывает, что он ни с которой стороны защищать не хочет». Дмитриева допрашивали под батогами, и он заявил, что слышал этот рассказ «на улице от неизвестных людей». Императрица согласилась с генерал-прокурором А. А. Вяземским, что ничего, кроме пьяной лихости и глупой болтовни, за этим не стояло, и наказанный батогами солдат был принят на прежнюю службу.
В 1780 году, уже после подавления Пугачёвского бунта, донской казак Максим Ханин в низовьях Волги вновь пытался поднять народ, выдавая себя за «чудом спасшегося Пугачёва». Число его сторонников начало быстро расти, среди них были крестьяне и сельские священники, среди власти началась паника. На реке Иловле претендент был схвачен и доставлен в Царицын. Специально приехавший вести следствие астраханский генерал-губернатор И. В. Якоби подверг арестанта допросу и пытке, во время которой Ханин сознался, что ещё в 1778 году встречался в Царицыне со своим приятелем по фамилии Оружейников и этот приятель убедил его, что Ханин «точь-в-точь» похож на Пугачёва—"Петра". Самозванец был закован в кандалы и отправлен в Саратовскую тюрьму.
«Собственный» Пётр III был в скопческой секте — им выступил её основатель Кондратий Селиванов. Слухи о его тождестве со «скрывшимся императором» Селиванов благоразумно не подтверждал, но и не опровергал. Сохранилась легенда, что он в 1797 году встречался с Павлом I и, когда император не без иронии осведомился — «Ты мой отец?», Селиванов якобы ответил «Греху я не отец; прими моё дело (оскопление), и я признаю тебя своим сыном». Досконально известно лишь то, что Павел распорядился поместить скопческого пророка в дом призрения для умалишённых при Обуховской больнице.
«Пропавший император» как минимум четыре раза появлялся за границей и пользовался там значительным успехом.
В 1766 году некий Степан Малый был провозглашён в Черногории спасшимся русским императором Петром III. Степан Малый получил власть над черногорцами и правил ими, довольно успешно боровшись с турецкой и венецианской экспансиями. Провел судебную реформу, отделил церковь от государства.
Примечательно, что генерал Долгоруков, посланный Екатериной поднять черногорцев на восстание против турок, даже вручает самозванцу патент русского офицера, дарит русский офицерский мундир и официально признает его правителем страны. Был ослеплён и обездвижен при покушении, находясь рядом с взорвавшейся пороховой бочкой, но ещё некоторый период в таком состоянии смог править страной. Убит в результате турецкого заговора в 1773 году. Убийца украл голову Стефана, чтобы получить награду за преступление от турок. Ни одна личность в истории Черногории не привлекала к себе столько внимания ученых и деятелей культуры, как Стефан Малый. Помимо исторических исследований, о Стефане Малом писали художественные произведения и снимали фильмы в Черногории и России.
Интересно, что после гибели Степана Малого за него и, соответственно, Петра III пытался выдать себя авантюрист Стефан Занович, но его попытка успехом не увенчалась.
Ещё об одном самозванце писал в отчёте дожу Венецианской республики граф Мочениго, находившийся в то время на острове Занте в Адриатике. Этот самозванец действовал в турецкой Албании, в окрестностях города Арты.

Последний самозванец был арестован в 1797 году.

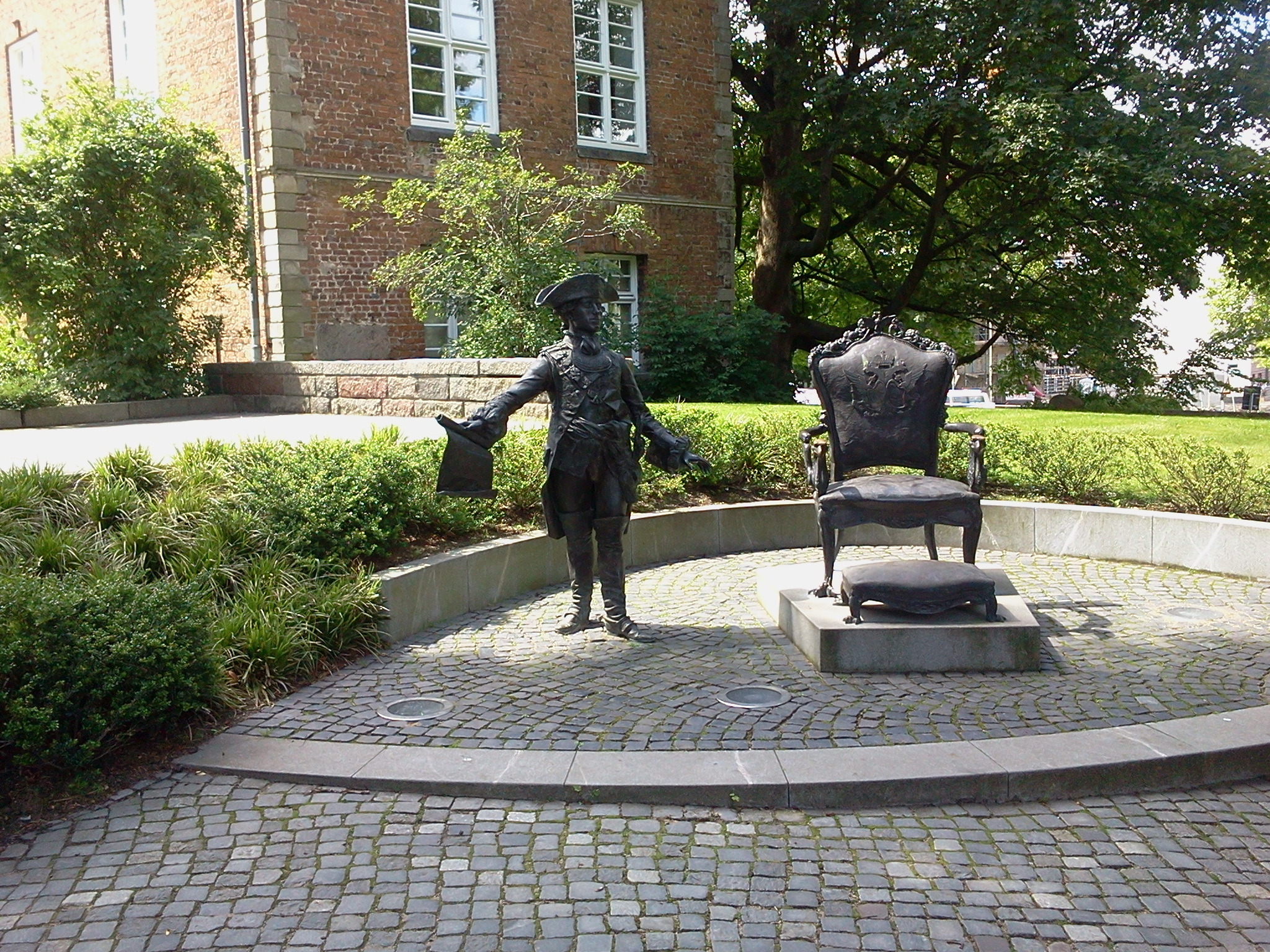
Памятник Петру III в Киле

### Памятники
13 июня 2014 года в немецком городе Киль установлена скульптурная композиция с Петром III. Инициаторами этой акции выступили немецкий историк Елена Пальмер и Кильское Царское Общество (Kieler Zaren Verein). Скульптором композиции стал Александр Таратынов.
24 мая 2018 года в Ораниенбауме была установлена ещё одна скульптура Петра III, работы того же А. М. Таратынова. Юридически это не памятник, а «выставка одной скульптуры», хотя посетители дворца-музея воспринимают её именно как памятник.

## Образ в кино
- «Распутная императрица» (1934) — Сэм Джаффе
- «Возвышение Екатерины Великой» (1934) — Дуглас Фэрбенкс мл.
- «Екатерина Российская» / Caterina di Russia (1963) — Рауль Грассили
- «Михайло Ломоносов» (1986) — Борис Плотников
- «Виват, гардемарины!» (1991) — Михаил Ефремов
- «Молодая Екатерина» (1991) — Рис Динсдейл
- «Фаворит» (2005) — Даниил Шигалов
- «Серебряный самурай» (2007) — Даниил Спиваковский
- «Пером и шпагой» (2007) — Сергей Барковский
- «Романовы» (2013) — Илья Щербинин
- «Временщик» (2014) — Дмитрий Сердюк
- «Екатерина» (2014) — Александр Яценко
- «Великая» (2015) — Павел Деревянко
- «Кровавая барыня» (2018) — Евгений Кулаков
- «Великая» (2020) — Николас Холт
- «Императрицы» (2023) — Евгений Шварц